# Jerozolima
Jerozolima (hebr. ‏יְרוּשָׁלַיִם‎ trl. Yerushalayim trb. Jeruszalajim; arab. القدس, trl. Al-Quds, trb. Al-Kuds oraz اورشليم trl. Ūrushalīm, trb. Uruszalim, także بيت المقدس, trl. Bayt al-Maqdis lub Bayt al-Muqaddas, trb. Bajt al-Makdis lub Bajt al-Mukaddas, łac. Hierosolyma, Aelia Capitolina – zobacz też: nazwy Jerozolimy) – największe miasto Izraela, stolica administracyjna dystryktu Jerozolima i stolica państwa Izraela według izraelskiego prawa. Znajduje się tutaj oficjalna siedziba prezydenta, większość urzędów państwowych, Sąd Najwyższy, parlament i inne.
Organizacja Narodów Zjednoczonych i większość państw nie uznają Jerozolimy jako stolicy Izraela, pozostawiając tę kwestię sporną do wyjaśnienia podczas przyszłych negocjacji izraelsko-palestyńskich. Autonomia Palestyńska planuje utworzenie we Wschodniej Jerozolimie stolicy swojego państwa. Większość z państw nie ma ambasady w Jerozolimie; a swoje ambasady posiada w Tel Awiwie.
W grudniu 2017 prezydent Donald Trump oficjalnie uznał Jerozolimę za stolicę Izraela i wydał Departamentowi Stanu polecenie rozpoczęcia procedury przenoszenia amerykańskiej ambasady do tego miasta, na mocy uchwalonej w 1995 ustawy o ambasadzie w Jerozolimie. W tym samym miesiącu taką samą decyzję ogłosił prezydent Gwatemali Jimmy Morales, a w 2019 Jerozolimę za stolicę Izraela uznał rząd Republiki Nauru.
Jest to największe miasto w kraju pod względem powierzchni (123 km²) i ludności (970 000 mieszkańców). Leży wśród gór Judei, rozciągających się pomiędzy Morzem Śródziemnym a Morzem Martwym. Miasto posiada długowiekową historię i stanowi centralny punkt dla judaizmu, chrześcijaństwa oraz ważny punkt dla islamu.
Współczesne miasto powstało wokół Starego Miasta. Nowoczesne żydowskie dzielnice rozciągają się w kierunku zachodnim, w stronę aglomeracji Gusz Dan, natomiast dzielnice arabskie rozciągają się po stronie wschodniej (Wschodnia Jerozolima) w kierunku Ramallah i Betlejem.

## Nazwy miasta
Dokładne pochodzenie hebrajskiej nazwy miasta Jerozolimy pozostaje niejasne, uczeni wysnuwają różne interpretacje. Niektórzy wskazują, że słowo Jeruszalaim składa się z dwóch słów: jerusza (spadek, miasto) i szalom (pokój). Dlatego uważa się, że nazwa miasta oznacza „miasto pokoju”. Hebrajskie słowo szalom posiada pokrewny wyraz, którym jest Szlomoh – Salomon, który był królem Izraela i budowniczym Świątyni Jerozolimskiej. Ewentualnie, drugim znaczeniem tego słowa mogłoby być Salem, czyli pierwotna nazwa miasta podana w Księdze Rodzaju 14,18. Jeszcze inni cytują listy amarneńskie, gdzie pojawia się akadyjska nazwa miasta Urušalim, wyraz pokrewny z hebrajskim Ir Szalem. Być może ma to związek z bóstwem Shalim, które występuje w mitologii ugaryckiej.
Interpretacja żydowska podana jest w religijnym tekście Genesis Rabba. Przytacza on historię przybycia Abrahama do miasta Salem. Zaraz po przybyciu poprosił on króla i arcykapłana Melchizedeka o pobłogosławienie go. Melchizedek pobłogosławił wówczas Abrahama w imieniu Najwyższego Boga (wskazuje to, że był on tak jak Abraham monoteistą). To spotkanie Abrahama z Melchizedekiem zostało upamiętnione poprzez zmianę nazwy miasta: do członu Salem dodano zwrot Jeru (Abraham nadał taką nazwę górze, na której ofiarował syna Izaaka. Obecnie góra ta nazywa się Moria i leży w Jerozolimie. Znaczenie wyjaśnione w Księdze Rodzaju: tam będzie objawiony Bóg, przed Salem). W ten sposób powstała obecna nazwa miasta: Jeruszalaim, co oznacza miasto Salem albo założony przez Salem. Końcówka słowa w liczbie mnogiej -ajm pozwala w gramatyce hebrajskiej interpretować dwa aspekty miasta, podobnie jak dwa wzgórza. Jednak wymowa ostatniej sylaby -ajm w liczbie mnogiej wydaje się dodatkiem późniejszych czasów, sprzed napisania Septuaginty.

## Geografia

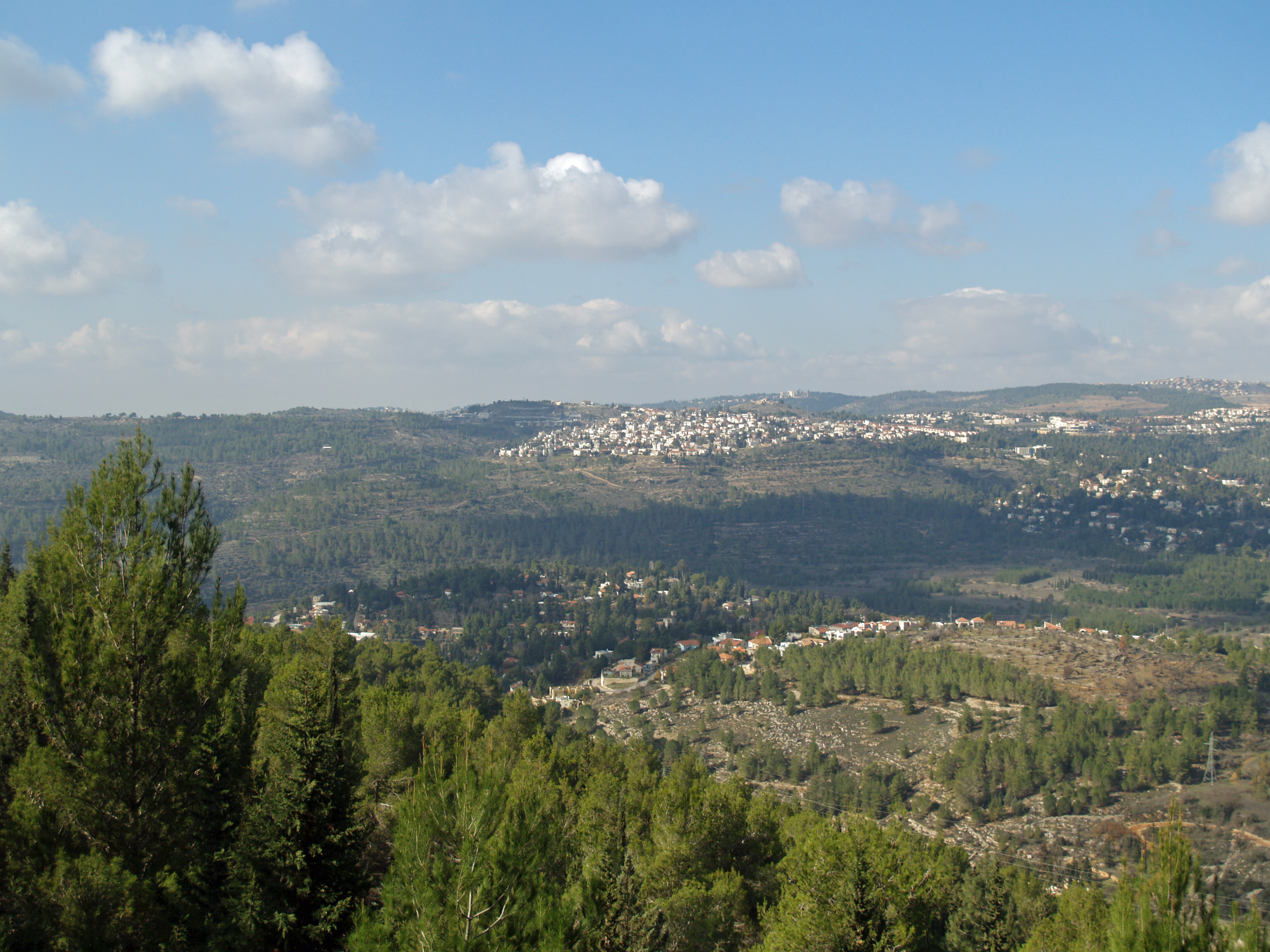
Górzysta okolica Jerozolimy

Jerozolima jest usytuowana na południowym krańcu płaskowyżu położonego pomiędzy Wzgórzami Jerozolimskimi, które wznoszą się na około 200 metrów ponad miasto. Po stronie wschodniej wznosi się Góra Oliwna, a po stronie północno-wschodniej Góra Skopus.
Jerozolima ze wszystkich stron otoczona jest dolinami (Cedron, Hinnom i Tyropeon). Dolina Cedron rozciąga się na wschód od Starego Miasta, rozdzielając właściwe miasto od Góry Oliwnej. Wzdłuż południowej strony Starego Miasta znajduje się Dolina Hinnom, która jest właściwie stromym wąwozem. Natomiast Dolina Tyropeon rozpoczyna się po stronie północno-zachodniej i ciągnie się w kierunku południowo-wschodnim. Dzieli ona miasto na dwie części znajdujące się na dwóch wzgórzach: po stronie wschodniej Wzgórze Świątynne i po stronie zachodniej pozostałą część miasta. Współcześnie Dolina Tyropeon jest prawie niewidoczna, ponieważ przez ostatnie tysiąclecia nagromadziły się w niej wielkie ilości różnych szczątków i gruzów.
Jerozolima znajduje się w odległości 60 km na wschód od aglomeracji Tel Awiwu i wybrzeża Morza Śródziemnego, 32 km na zachód od Morza Martwego. Sąsiednimi miastami są: Betlejem i Bajt Dżala na południu, Abu Dis i Ma’ale Adummim na wschodzie, Mewasseret Cijjon na zachodzie, Ramallah i Giwat Ze’ew na północy.
W mieście nie istnieje problem zanieczyszczenia przemysłowego. Większość zanieczyszczeń to spaliny samochodowe i śmieci komunalne. Prawo budowlane nakłada wymóg, by wszystkie budynki w Jerozolimie były pokryte naturalnym kamieniem. Podnosi to koszty budownictwa, jednak nadaje miastu charakterystyczny wygląd, odmienny od innych miast Izraela. Jedynie budynki wzniesione w latach 50. XX wieku odbiegają od tego wyglądu. Dzielnice położone w głębokich dolinach są naturalnymi obszarami zieleni. Na zachód od miasta rozciąga się obszar leśny. Przy głównych drogach założono parki. Wokół Starego Miasta wybudowano promenady.

### Klimat
Jerozolima ma klimat śródziemnomorski, który charakteryzuje się gorącymi i bezdeszczowymi latami oraz chłodnymi i deszczowymi zimami. W prawie każdą zimę występują opady śniegu. Najzimniejszym miesiącem jest styczeń, ze średnią temperaturą maksymalną 12 °C w ciągu dnia i z minimalną średnią temperaturą 6 °C w nocy. Najbardziej upalnymi miesiącami są lipiec i sierpień. Występuje duża różnica pomiędzy temperaturą dnia i nocy, w Jerozolimie zazwyczaj wieczory są chłodne nawet latem. Największe opady deszczu występują pomiędzy październikiem a majem. Suma rocznych opadów atmosferycznych wynosi 500–600 mm. Wschodnia Jerozolima otrzymuje mniejsze opady, gdyż znajduje się na krawędzi Pustyni Judzkiej.
| Miesiąc                                     | Sty  | Lut  | Mar  | Kwi  | Maj  | Cze  | Lip  | Sie  | Wrz  | Paź  | Lis  | Gru  | Roczna |
| ------------------------------------------- | ---- | ---- | ---- | ---- | ---- | ---- | ---- | ---- | ---- | ---- | ---- | ---- | ------ |
| Średnie temperatury w dzień [°C]            | 11.8 | 12.6 | 15.4 | 21.5 | 25.3 | 27.6 | 29.0 | 29.4 | 28.2 | 24.7 | 18.8 | 14.0 | 24,1   |
| Średnie dobowe temperatury [°C]             | 9.8  | 10.5 | 13.1 | 16.8 | 21.0 | 23.3 | 25.1 | 25.0 | 23.6 | 21.1 | 16.3 | 12.1 | 18,1   |
| Średnie temperatury w nocy [°C]             | 6.4  | 6.4  | 8.4  | 12.6 | 15.7 | 17.8 | 19.4 | 19.5 | 18.6 | 16.6 | 12.3 | 8.4  | 13,5   |
| Opady [mm]                                  | 133  | 118  | 92.7 | 24.5 | 3.2  | 0.0  | 0.0  | 0.0  | 0.3  | 15.4 | 60.8 | 106  | 554    |
| Średnia liczba dni z opadami                | 12.9 | 11.7 | 9.6  | 4.4  | 1.3  | 0.0  | 0.0  | 0.0  | 0.3  | 3.6  | 7.3  | 10.9 | 62     |
| Średnie usłonecznienie [h]                  | 193  | 244  | 226  | 267  | 332  | 381  | 384  | 366  | 309  | 276  | 228  | 192  | 3397   |
| Źródło: Israel Central Bureau of Statistics |      |      |      |      |      |      |      |      |      |      |      |      |        |

## Historia
Badania archeologiczne wskazują, że na terenie obecnej Jerozolimy (wzgórze Ofel) istniało osadnictwo ludzkie już w epoce miedzi (IV tysiąclecie p.n.e.). W epoce brązu istniała stała osada ludzka. Ann Killebrew opisała Jerozolimę z przełomu II i I tysiąclecia p.n.e. jako duże miasto otoczone murem obronnym. Niektórzy archeolodzy, wliczając w to Kathleen Kenyon, sądzą, że Jerozolima jako miasto została założona przez ludy semickie około XXVI wieku p.n.e. Według żydowskiej tradycji miasto zostało założone przez Sema i Ebera, przodków Abrahama. Relacja biblijna przedstawia Jebuzytów zamieszkujących w Jerozolimie do końca XI wieku p.n.e., kiedy to żydowski król Dawid podbił miasto i założył w nim stolicę Królestwa Izraela (ok. 1003 p.n.e. przeniósł stolicę z Hebronu).

### Okres Świątyni

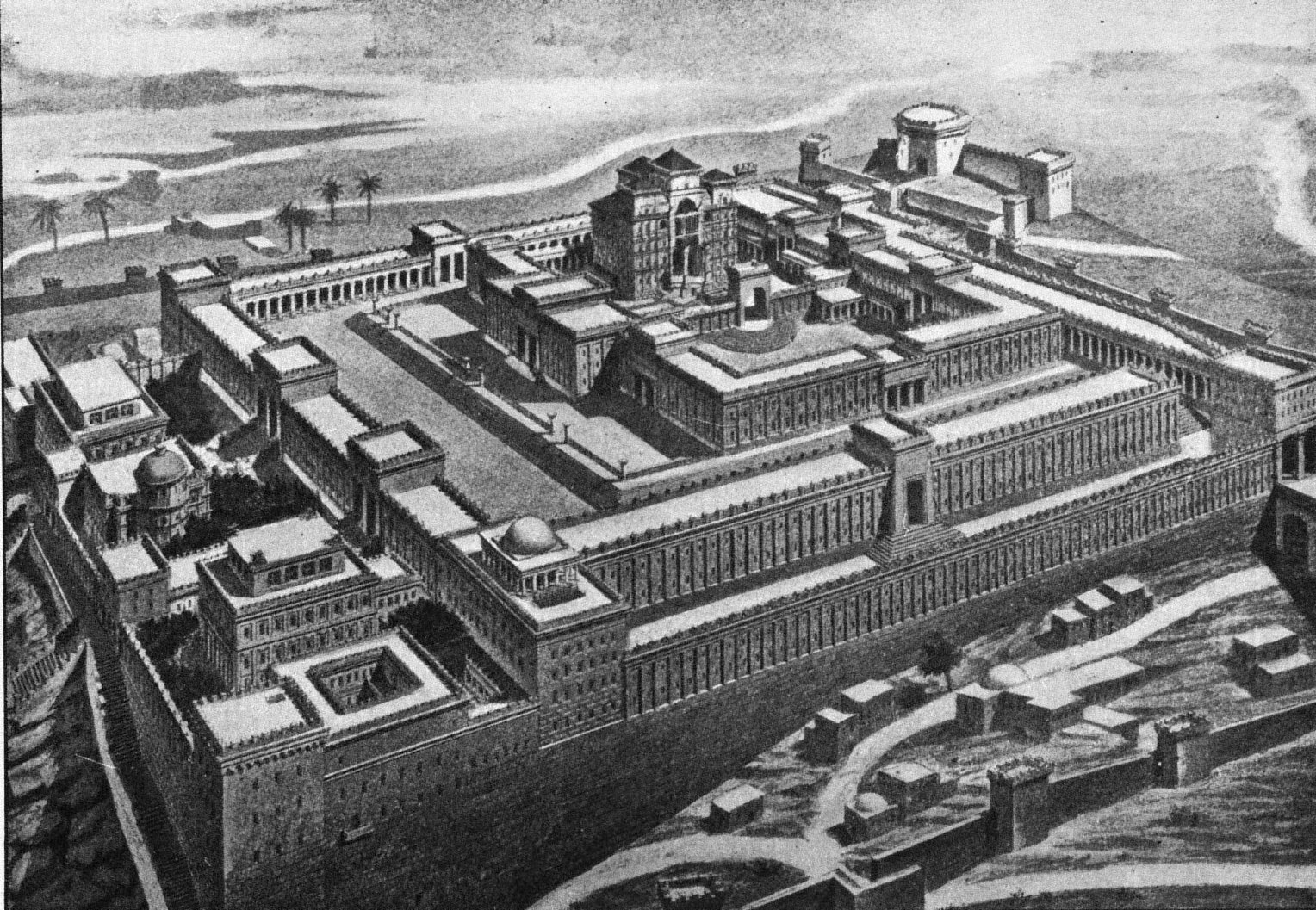
Rekonstrukcja świątyni Salomona

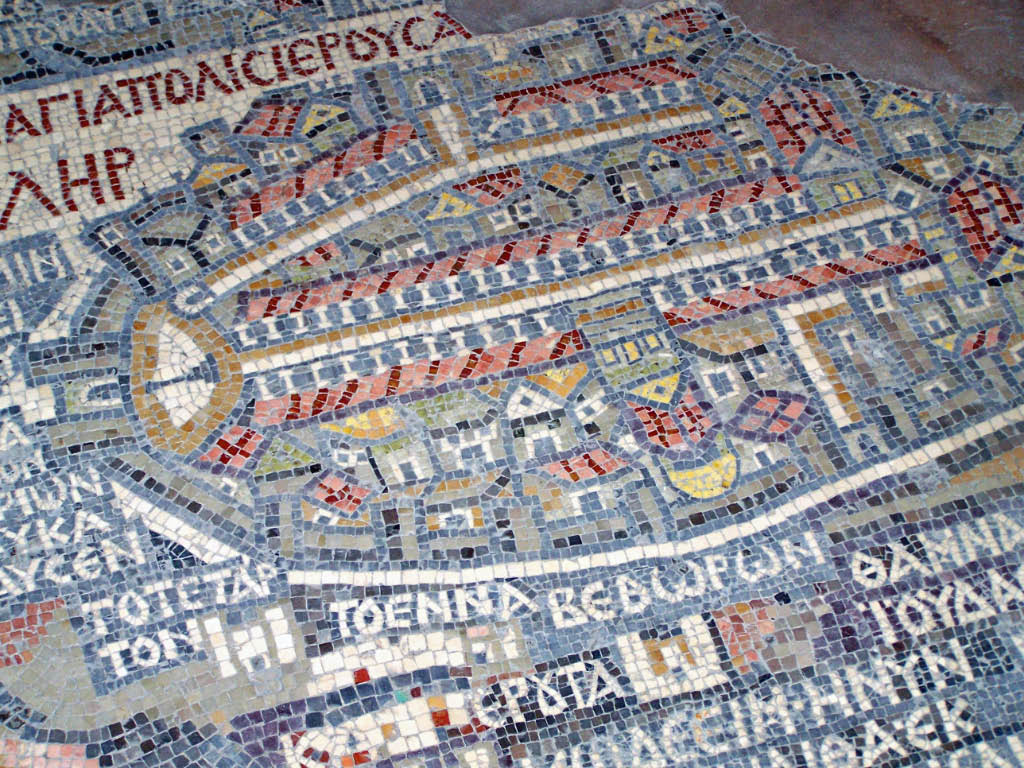
Jerozolima, mapa z Madaby, Jordania

Zgodnie z opisem biblijnym, król Dawid panował do 970 p.n.e., a następnie na tronie zasiadł jego syn Salomon, który wybudował Świątynię na Górze Moria w mieście. Świątynia Salomona (później nazywana Pierwszą Świątynią) odgrywała decydującą rolę w historii Izraela jako miejsce przechowywania Arki Przymierza. Miasto stało się centrum religijnym, kulturowym, politycznym, gospodarczym i militarnym Izraela. Po śmierci króla Salomona nastąpił rozłam Królestwa Izraela na dwa odrębne państwa: Izrael i Judę. Jerozolima została stolicą Królestwa Judy.
Gdy w 722 p.n.e. Asyryjczycy podbili Królestwo Izraela, do Jerozolimy napłynęły tłumy uchodźców z północy. Około 586 p.n.e. Babilończycy podbili Królestwo Judy i zdobyli Jerozolimę, burząc Świątynię Salomona. W 538 p.n.e., po pięćdziesięciu latach niewoli babilońskiej, król perski Cyrus II Wielki zezwolił Żydom na powrót do swojej ojczyzny i odbudowę Jerozolimy ze Świątynią. Budowa Drugiej Świątyni została ukończona w 516 p.n.e. W ten sposób Jerozolima ponownie stała się stolicą Judy i centrum żydowskiej wiary.
Kiedy macedoński król Aleksander Macedoński podbił Persję, Judea z Jerozolimą znalazły się pod kontrolą grecką, przechodząc ostatecznie pod panowanie Ptolemeuszy. W 198 p.n.e. Judeę i Jerozolimę zdobyli Seleucydzi, którzy podjęli próbę hellenizacji Żydów. Doprowadziło to w 167 p.n.e. do wybuchu żydowskiego powstania Machabeuszów i utworzenia w 152 p.n.e. Królestwa Machabeuszy ze stolicą w Jerozolimie.

### Wojny żydowsko-rzymskie
W 63 p.n.e. Jerozolima została podbita przez rzymskiego wodza Pompejusza, który zaingerował w spór między braćmi, Hyrkanem i Arystobulem. Miasto było długo oblegane, nie zostało jednak zniszczone. Pod panowaniem Rzymu w I wieku p.n.e. do władzy w Judei doszedł król Herod Wielki, który zasłynął z rozbudowy i upiększania Jerozolimy. Rozbudował on Świątynię, wzmacniając dziedziniec kamiennymi bryłami o masie dochodzącej do 100 ton. W mieście wybudowano liczne pałace i wieże. W 6 r. Jerozolima wraz z okolicą przeszła pod bezpośrednie rządy Rzymian, jako prowincja Iudaea. Potomkowie Heroda Wielkiego zostali jednak władcami Judei do 96 roku.
Według spisanej tradycji chrześcijańskiej i tekstów historycznych, podczas panowania jednego z jego synów, Heroda Antypasa, gdy rzymskim prefektem Judei był Poncjusz Piłat, w Jerozolimie uwięziono podczas żydowskiego święta Pesach Jezusa z Nazaretu, którego następnie ukrzyżowano. Miejsce ukrzyżowania i przypuszczalny grób Chrystusa do dzisiaj otaczane czcią są przez chrześcijan na terenie Starego Miasta.

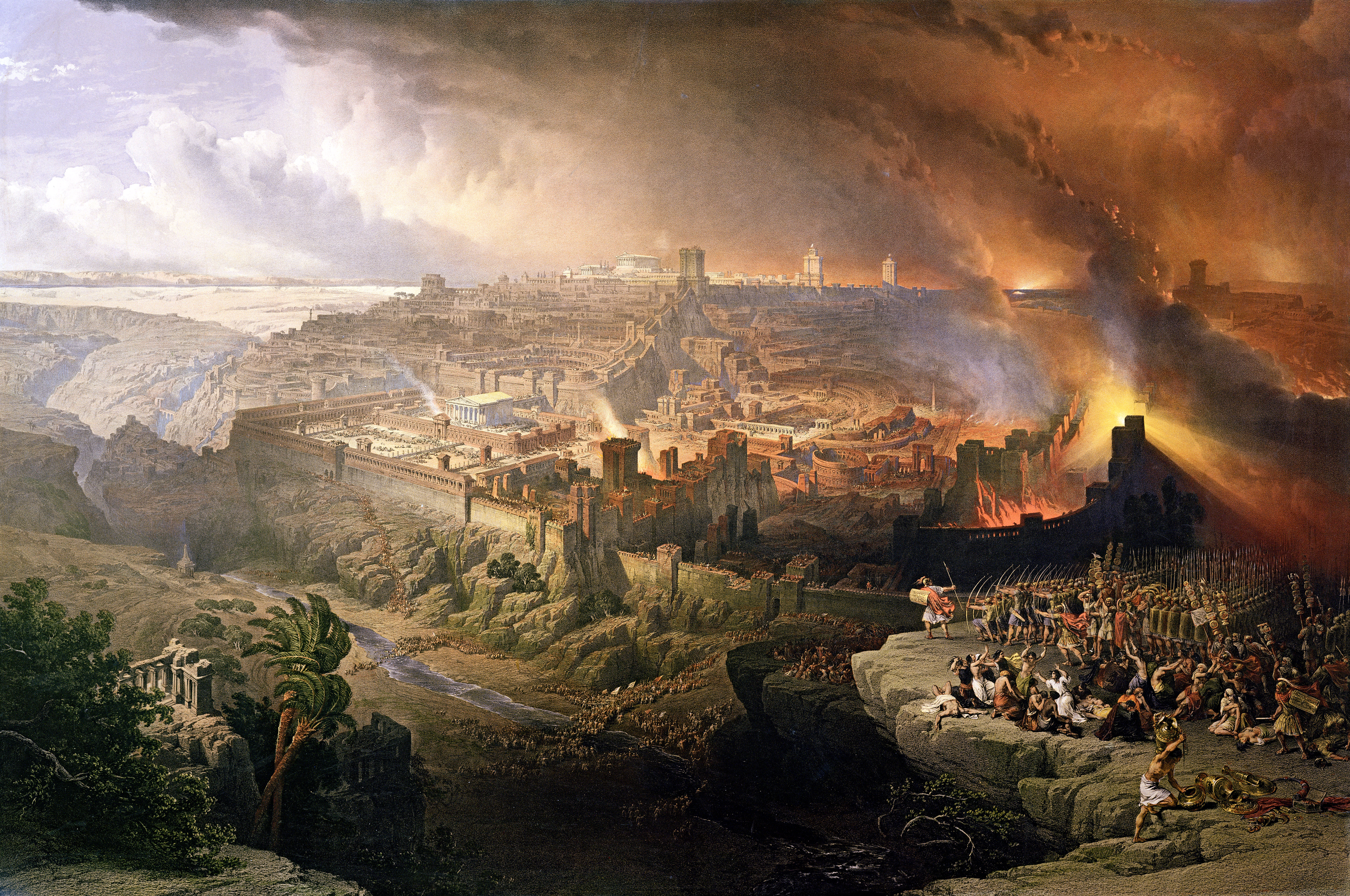
Zburzenie Jerozolimy przez Rzymian w 70 roku

Panowanie Rzymian nad Judeą zostało poddane próbie podczas wojen żydowskich. W maju 66 XII legion rzymski dowodzony przez Wespazjana przystąpił do tłumienia powstania żydowskiego. Kulminacyjnym momentem walk było oblężenie Jerozolimy w 70 (miasto padło 8 września 70). Całe miasto wraz ze Świątynią zostało zburzone. W 132 rzymski cesarz Hadrian postanowił odbudować Jerozolimę jako miasto hellenistyczne ze świątynią Jowisza i nazwą Colonia Aelia Capitolina.
W IV wieku cesarz Konstantyn I Wielki wybudował w mieście liczne obiekty kultu chrześcijańskiego, w tym bazylikę Grobu Świętego. Od tego czasu aż do VII wieku Żydzi nie mieli prawa wstępu do Jerozolimy. Po podziale Cesarstwa rzymskiego (395 r.) miasto znalazło się w Bizancjum.

### Wojny rzymsko-perskie
Na przestrzeni kolejnych dziesięcioleci Jerozolima przeszła pod panowanie Persji, a następnie ponownie wróciła do Rzymian. Perski władca Chosrow II Parwiz na początku VII wieku zajął Syrię i Judeę z miastem Jerozolimą, nazwaną przez Persów Dej Houdkh. Jerozolima została zdobyta w 614 po 21 dniach oblężenia. Żydowscy bojownicy dołączyli do Persów walcząc przeciwko chrześcijanom. Miasto zostało odzyskane przez Bizancjum w 629.

### Panowanie muzułmanów
W 638 Jerozolima została zdobyta przez, będących od niedawna muzułmanami, Arabów. Wraz z arabskim podbojem Żydzi odzyskali prawo wstępu do miasta. Kalif Umar ibn al-Chattab podpisał traktat z chrześcijańskim patriarchą Sofroniuszem, zapewniając go, że wszystkie chrześcijańskie miejsca Jerozolimy wraz z ludnością będą chronione zgodnie z muzułmańskimi zasadami wiary. Umar nakazał wówczas wybudowanie na Wzgórzu Świątynnym Kopuły na Skale i meczetu Umara. Rok 750 to początek rządów Abbasydów w Jerozolimie. W 1009 zburzona została bazylika Grobu Pańskiego. W 1072 miasto zdobyli Turcy seldżuccy.

### Królestwo Jerozolimskie

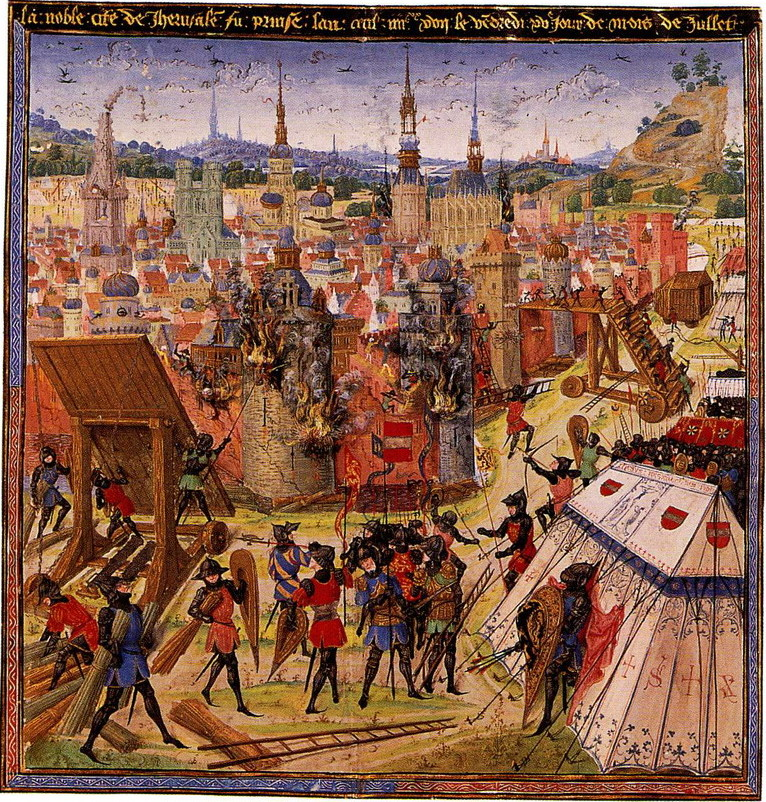
Zdobycie Jerozolimy przez krzyżowców w 1099

W 1095 papież Urban II wezwał do krucjaty, mającej na celu wyzwolenie Ziemi Świętej. Armia krzyżowców zdobyła Jerozolimę w 1099 i wymordowała muzułmańskich oraz żydowskich mieszkańców. Krzyżowcy uczynili z Jerozolimy stolicę Królestwa Jerozolimskiego. W 1187 Saladyn, kurdyjski sułtan Egiptu i Syrii, pokonał krzyżowców i zdobył Jerozolimę. Miasto zostało odzyskane przez krzyżowców w 1229, a ostatecznie utracone przez chrześcijan w 1244. Rok 1260 to początek panowania egipskich Mameluków w Jerozolimie.

### W Imperium Osmańskim
W 1517 Jerozolimę zdobyli Turcy, którzy utrzymali panowanie nad tym rejonem do XX wieku. W XVI i XVII wieku odbudowano mury obronne miasta. Był to okres rozkwitu regionalnego handlu i gospodarki Jerozolimy, jednak już w XVIII–XIX wieku nastąpiło osłabienie związane ze stopniowym upadkiem potęgi Imperium Osmańskiego. Na początku XIX wieku w Jerozolimie pojawiły się liczne międzynarodowe misje oraz konsulaty, co było momentem przełomowym we współczesnej historii miasta. W tym okresie wybudowano pierwsze dzielnice mieszkaniowe położone poza murami Starego Miasta. Wybudowali je w latach 40. XIX wieku angielscy i niemieccy protestanci, którzy chcieli przynieść ulgę miastu cierpiącemu od przeludnienia i złych warunków sanitarnych. Na krawędzi niemieckiej kolonii powstały bogate wille tureckie, dając początek nowym arabskim dzielnicom. W tym okresie do Palestyny napłynęła pierwsza fala żydowskich imigrantów z Europy, którzy założyli nowe żydowskie dzielnice w Jerozolimie. Nastąpiło ożywienie budownictwa i kultury, które trwało nieprzerwanie aż do wybuchu I wojny światowej.

### Mandat Palestyny

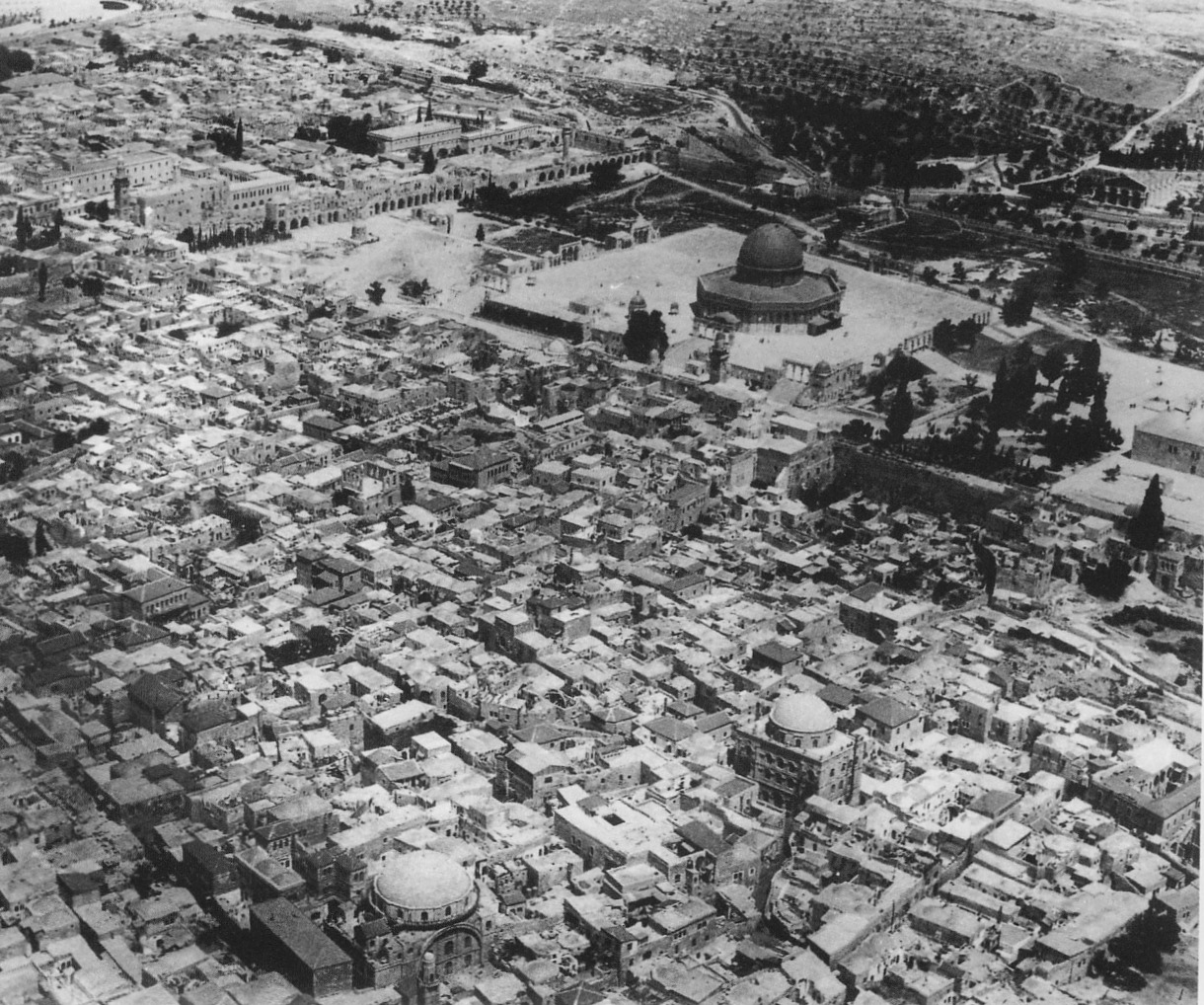
Widok na Stare Miasto w 1937. Na pierwszym planie widoczne synagogi Hurva i Tiferet Israel, zburzone przez Jordańczyków w 1948

Panowanie osmańskie nad Jerozolimą zakończyło się w grudniu 1917, kiedy miasto zajęły wojska brytyjskie. Na mocy międzynarodowych porozumień powojennych Palestyna weszła w skład brytyjskiego mandatu na Bliskim Wschodzie. Powstał w ten sposób Mandat Palestyny. Pod brytyjskim panowaniem powstały nowe podmiejskie dzielnice na północnych i zachodnich przedmieściach Jerozolimy, a w 1925 otworzono Uniwersytet Hebrajski.
W 1947 w ONZ-owskich planach podziału Palestyny zalecono ustanowienie z miasta i okolic strefy neutralnej pod międzynarodową kontrolą.

### I wojna izraelsko-arabska
Plan ONZ nie został jednak zrealizowany, ponieważ żydowska Hagana i jordański Legion rozpoczęły walki o przejęcie kontroli nad Jerozolimą. 28 maja 1948 Jordańczycy zdobyli Stare Miasto i wygnali stamtąd wszystkich Żydów (część została jeńcami, część przekazano Międzynarodowemu Czerwonemu Krzyżowi, a część wygnano do zachodnich dzielnic miasta kontrolowanych przez Izraelczyków).
I wojna izraelsko-arabska spowodowała ogromne wysiedlenia ludności arabskiej i żydowskiej w okolicach Jerozolimy. Ze Starego Miasta zostało usuniętych siłą 1500 Żydów, którzy schronili się w dzielnicach zachodnich. Arabska miejscowość Lifta (obecnie dzielnica Jerozolimy) została zajęta przez Izraelczyków, a jej mieszkańcy wywiezieni ciężarówkami do Wschodniej Jerozolimy. Wysiedlenia Arabów objęły także wioski Dajr Jasin (gdzie doszło do ich masakry), En Kerem i al-Maliha.
Koniec wojny przyniósł podzielenie Jerozolimy na dwie części: wschodnia należała do Transjordanii, a zachodnia do Izraela. Linia demarkacyjna przecinała centrum miasta. W 1949 Izrael uznał Zachodnią Jerozolimę za swoją stolicę. Natomiast Transjordania złamała warunki Porozumienia o Zawieszeniu Broni z 1949 i odmówiła Żydom prawa dostępu do świętych miejsc judaizmu we Wschodniej Jerozolimie. Wiele z tych miejsc zostało zniszczonych lub sprofanowanych. Ograniczenia w dostępie dotyczyły także społeczności chrześcijańskiej i chrześcijańskich miejsc świętych w mieście.

### Status miasta po wojnie
W następstwie wojny sześciodniowej w 1967 wojska izraelskie zajęły Wschodnią Jerozolimę. W 1980 Izraelczycy ogłosili zjednoczenie Jerozolimy jako stolicy państwa Izraela. Jednakże te działania zostały skrytykowane przez społeczność międzynarodową. ONZ potępiło tę decyzję w rezolucji nr 478, która domagała się uznania suwerenności Jerozolimy „bez mocy prawnej”. Ponadto palestyńscy Arabowie zaczęli domagać się uznania Wschodniej Jerozolimy za stolicę swojego państwa. Status prawny miasta pozostaje nadal nierozstrzygnięty.

## Status Jerozolimy
30 lipca 1980 izraelski parlament Kneset uchwalił ustawę Podstawowe Prawo Jerozolimy, która stwierdza, że zjednoczona Jerozolima jest stolicą Izraela, co oznacza, że jest ona siedzibą prezydenta, parlamentu, rządu i Sądu Najwyższego, oraz że święte miejsca wszystkich religii są tu nietykalne, a Izrael zobowiązuje się zapewnić swobodny dostęp do nich. Społeczność międzynarodowa nie uznaje tego aktu i ambasady większości państw znajdują się w Tel Awiwie.
Pretensje do Wschodniej Jerozolimy zgłaszają Palestyńczycy, uznający ją za stolicę ich przyszłego niepodległego państwa. Konstytucja Organizacji Wyzwolenia Palestyny z 1968 określiła Jerozolimę jako „siedzibę OWP”. Spór o status Jerozolimy jest jednym z powodów konfliktu izraelsko-palestyńskiego.

## Demografia
Zgodnie z danymi Izraelskiego Centrum Danych Statystycznych w 2007 w mieście żyło 743 tys. mieszkańców, z czego 68% Żydzi, 30% Arabowie (muzułmanie) oraz 2% chrześcijanie (w tym chrześcijańscy Arabowie). W 2005 w Jerozolimie osiedliło się 2850 imigrantów, w większości ze Stanów Zjednoczonych, Francji i krajów byłego ZSRR. Jednak liczba emigrantów wyjeżdżających z miasta przewyższa liczbę napływających imigrantów. W 2005 ponad 10 tys. Żydów osiedliło się w Jerozolimie, podczas gdy ponad 16 tys. wyjechało z miasta. Wzrost populacji miasta wynika w większości z dużej liczby urodzeń, zwłaszcza w społeczności arabskiej i ultraortodoksyjnych Żydów. Wskutek tego liczba urodzeń w Jerozolimie (4,02) jest dużo wyższa niż w innych miastach Izraela (Tel Awiw 1,98; średnia w kraju 2,90). Średnia wielkość rodziny w Jerozolimie wynosi 3,8 osób.
| Wiek (w latach) | Procent populacji w % |
| --------------- | --------------------- |
| 0-4             | 12,5%                 |
| 5-9             | 11,4%                 |
| 10-14           | 10,6%                 |
| 15-19           | 9,7%                  |
| 20-29           | 16,0%                 |
| 30-44           | 16,5%                 |
| 45-59           | 12,3%                 |
| ponad 60        | 11,0%                 |

| Rok  | Ludność |
| ---- | ------- |
| 1525 | 4700    |
| 1538 | 7900    |
| 1553 | 12 384  |
| 1562 | 12 650  |
| 1800 | 8750    |
| 1838 | 11 000  |
| 1844 | 15 510  |
| 1876 | 25 030  |
| 1896 | 45 430  |
| 1905 | 60 000  |
| 1913 | 75 200  |
| 1917 | 53 410  |

| Rok  | Ludność |
| ---- | ------- |
| 1922 | 62 053  |
| 1931 | 90 451  |
| 1946 | 205 100 |
| 1948 | 164 440 |
| 1967 | 262 609 |
| 1977 | 345 600 |
| 1980 | 407 100 |
| 1985 | 457 700 |
| 1990 | 524 400 |
| 1995 | 617 042 |
| 2000 | 657 500 |
| 2005 | 718 900 |

| Rok  | Ludność |
| ---- | ------- |
| 1525 | 4700    |
| 1538 | 7900    |
| 1553 | 12 384  |
| 1562 | 12 650  |
| 1800 | 8750    |
| 1838 | 11 000  |
| 1844 | 15 510  |
| 1876 | 25 030  |
| 1896 | 45 430  |
| 1905 | 60 000  |
| 1913 | 75 200  |
| 1917 | 53 410  |

| Rok  | Ludność |
| ---- | ------- |
| 1922 | 62 053  |
| 1931 | 90 451  |
| 1946 | 205 100 |
| 1948 | 164 440 |
| 1967 | 262 609 |
| 1977 | 345 600 |
| 1980 | 407 100 |
| 1985 | 457 700 |
| 1990 | 524 400 |
| 1995 | 617 042 |
| 2000 | 657 500 |
| 2005 | 718 900 |

### Osiedla mieszkaniowe
Jerozolima posiada liczne osiedla mieszkaniowe: Abu Tur, at-Tur, Amerykańska Kolonia, Arnona, Atarot, Bab-a-Zahara, Baka, Batte Ungarin, Bajit We-Gan, Bet ha-Kerem, Bet Hanina, Bet Safafa, Beit Israel, Bucharim, East Talpijjot, En Kerem, Etz Chayim, Ezrat Tora, French Hill, French Compound, German Colony, Ge’ula, Gilo, Giwat Masua, Giwat Oranim, Giwat HaMatos, Giwat HaVradim, Giwat Mordechaj, Giwat Ram, Giwat Szappira, Giwat Sza’ul, Greek Colony, Katamon, Har Homa, Har Nof, Ir Dawid, Ir Ganim, Issawiya, Jabel Mukaber, Jebel Batan al-Hawa, Katamon, Kerem Awraham, Kirjat Belz, Kiryat Yovel, Kirjat Mattersdorf, Kiryat Menachem, Kiryat Moshe, Kirjat Szemu’el, Machane Yehuda, Machane Israel, Malha, Mamilla, Mazkeret Mosze, Meah Shearim, Mekor Chayim, Mekor Baruch, Mishkenot Sha’ananim, Moca, Mount Scopus, Mount of Olives, Mount Zion, Musrara, Nachalat Shiva, Nachlaot, Newe Granot, Neve Sha’anan, Newe Ja’akow, Nayot, Pat, Pisgat Ze’ev, Ramat Denya, Ramat Eszkol, Ramat Sharett, Ramat Szelomo, Ramot, Ramot Polin, Rassco, Rechawia, Romema, Russian Compound, San Simon, Sanhedria, Sheikh Jarrah, Shmuel haNavi, Szu’afat, Silwan, Stare Miasto, Sur Bahir, Talbija, Talpijjot, Tel Arza, Umm Tuba, Unsdorf, Wadi al-Dżauz, Jefeh Nof, Yemin Moshe, Zichron Moshe, Zichron Yosef.
Zgodnie z półoficjalnymi planami izraelskich władz Jerozolimy z 2011 r. większość nowych osiedli żydowskich miała zostać zbudowana po stronie zielonej linii należącej do Wschodniej Jerozolimy (na tzw. „terytoriach okupowanych”).

## Władze miejskie
Jerozolimska Rada Miejska liczy 31 wybieranych członków, z których jeden jest burmistrzem. Burmistrz sprawuje władzę przez okres pięciu lat i mianuje sześciu swoich zastępców. Poza burmistrzem i jego zastępcami, członkowie Rady Miejskiej nie otrzymują żadnych pensji i pracują społecznie”. Większość obrad Rady Miejskiej jest zamkniętych, ale każdego miesiąca odbywa się jedna sesja otwarta dla publiczności. W Radzie Miejskiej szczególnie silną pozycję posiadają religijne stronnictwa polityczne, które posiadają większość głosów.
Obecny burmistrz Jerozolimy, Mosze Li’on (pierwszy sefardyjski burmistrz miasta) został wybrany 13 listopada 2018 roku z wynikiem 51,46%. Na urzędzie najdłużej zasiadał Teddy Kollek, przez 28 lat.

## Kultura

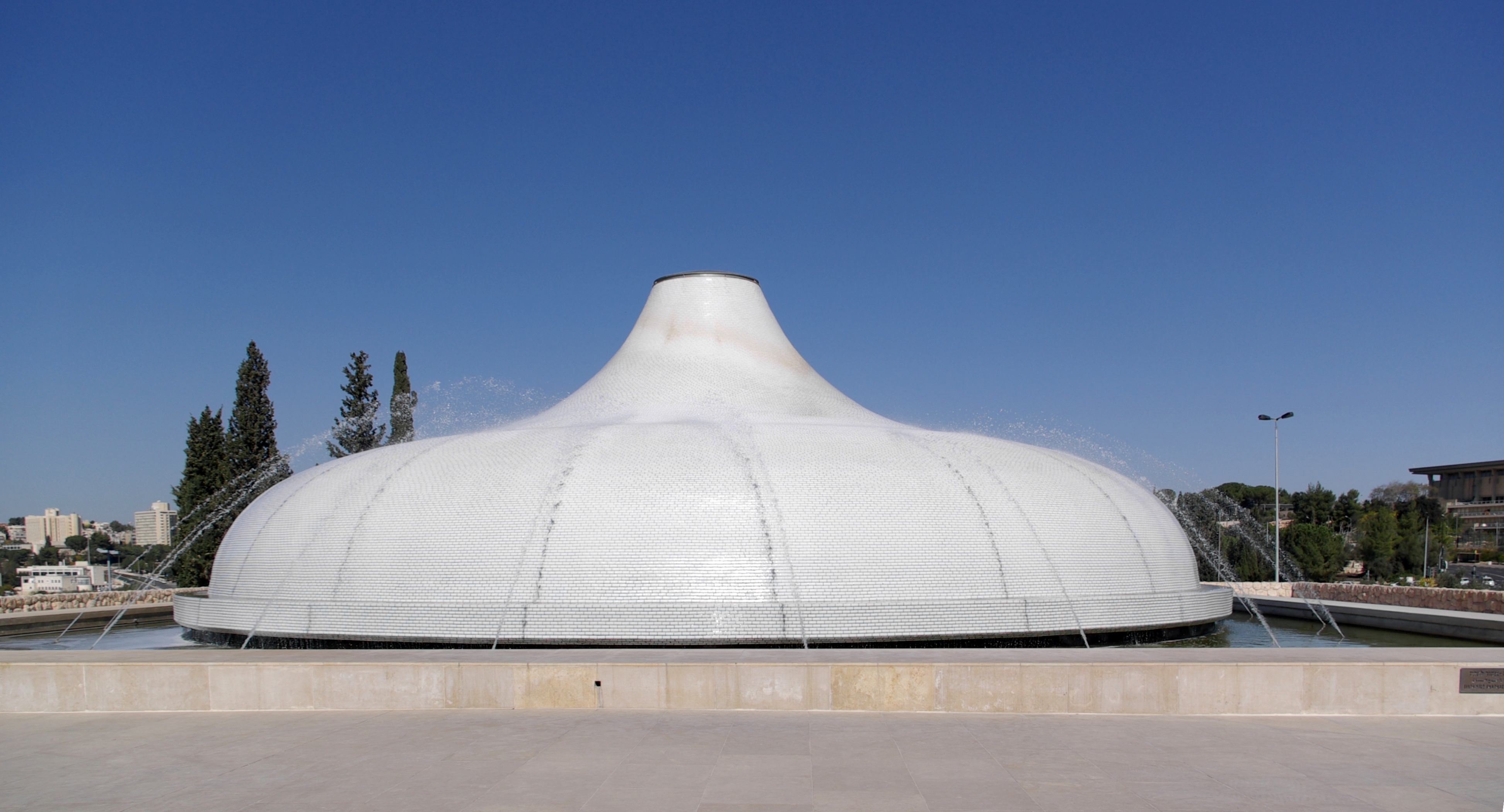
Muzeum Izraela – Sanktuarium Zwojów w Jerozolimie

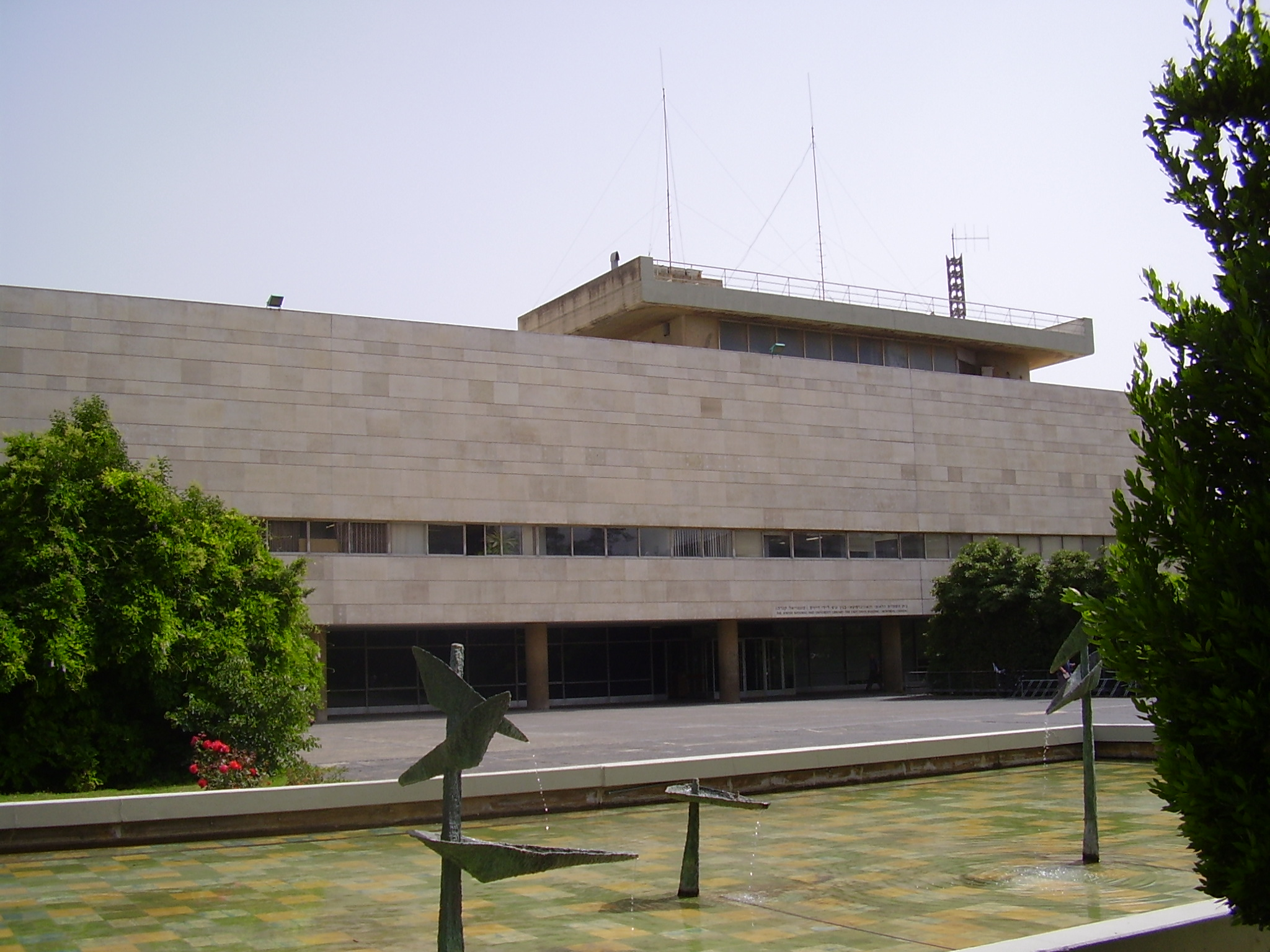
Biblioteka Narodowa Izraela

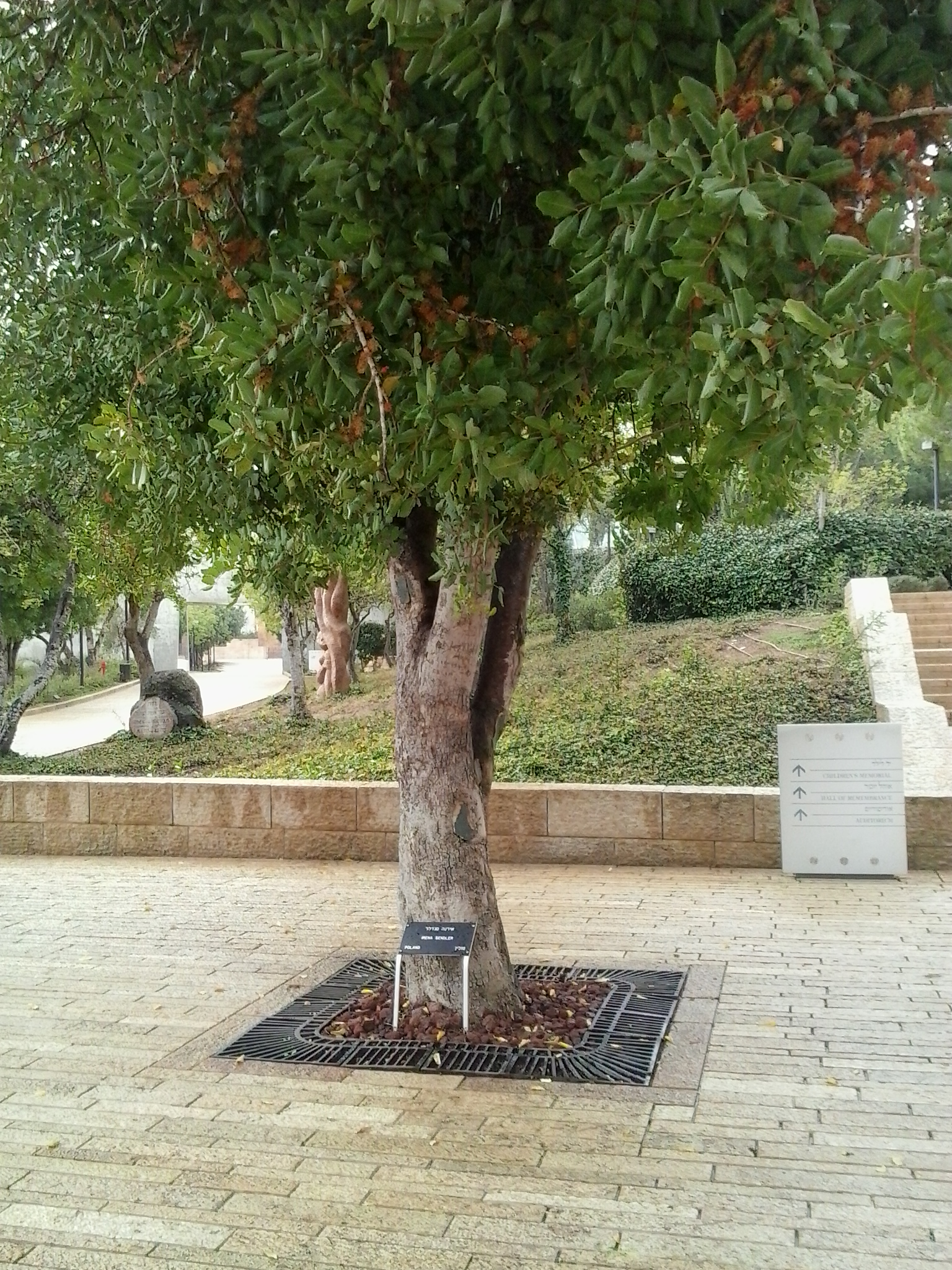
Drzewo pomnik Ireny Sendlerowej, na zachód od Wzgórza Herzla

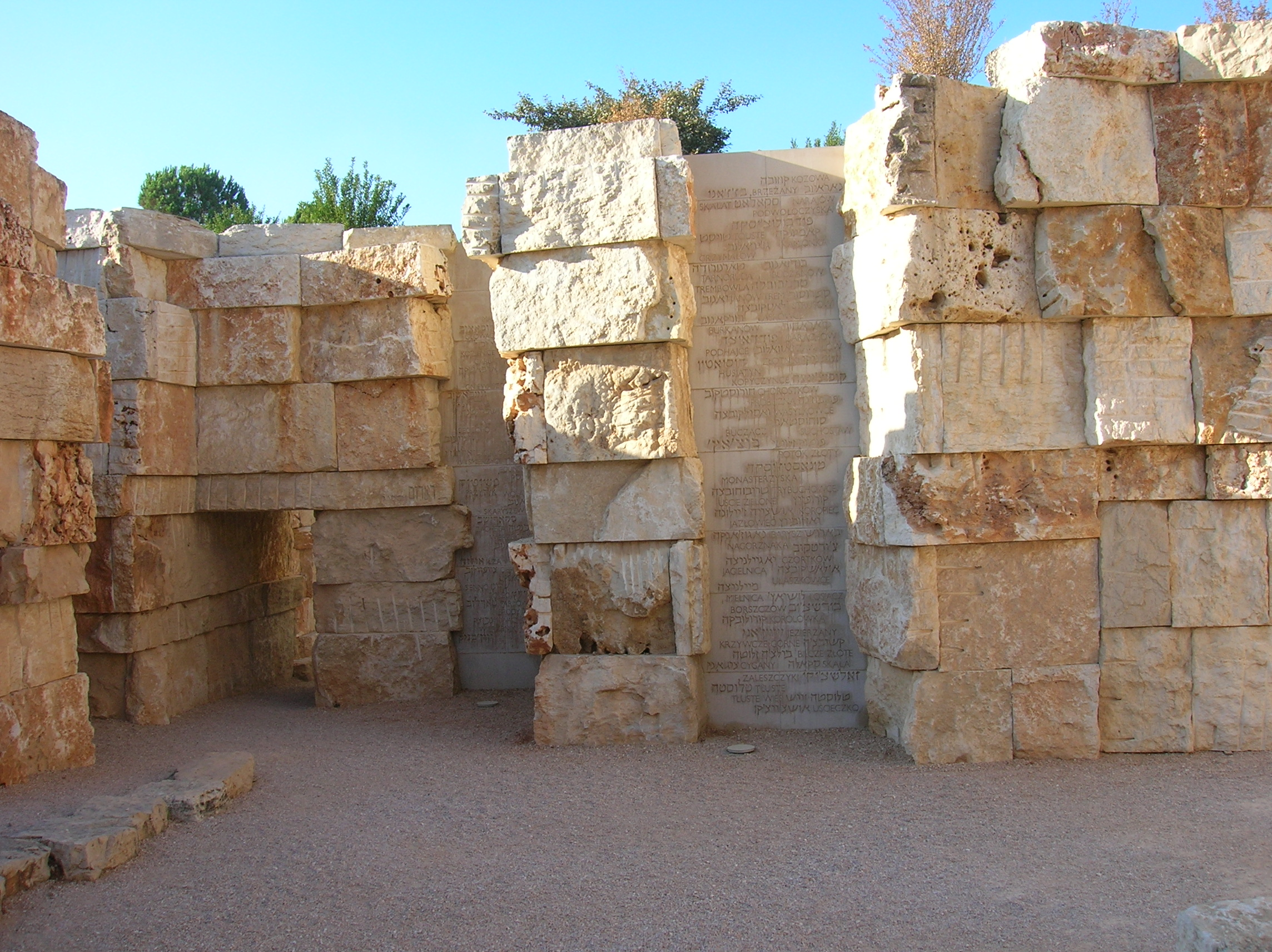
Dolina zniszczonych gmin żydowskich w Jad Waszem

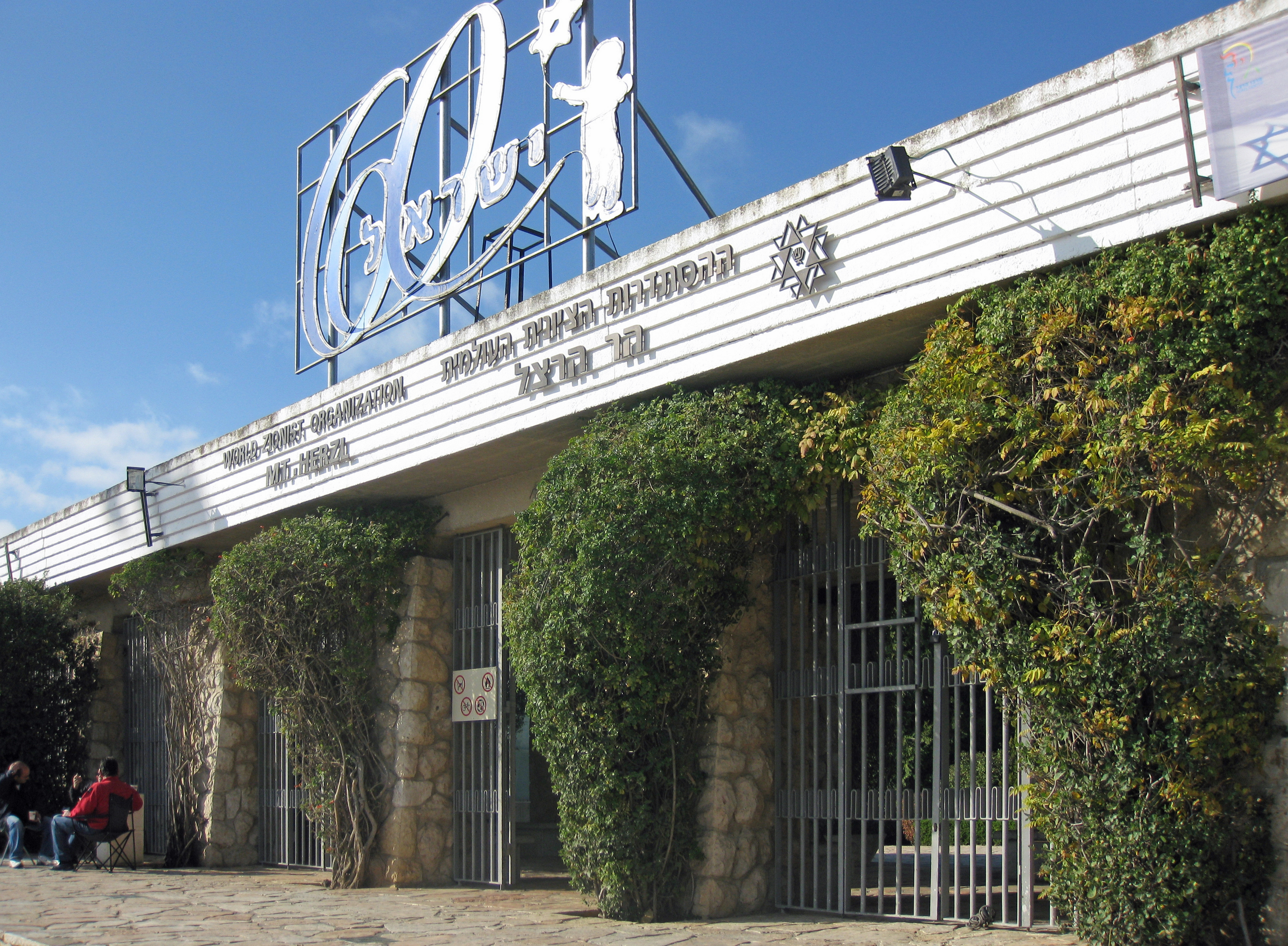
Narodowy cmentarz Izraela na Wzgórzu Herzla

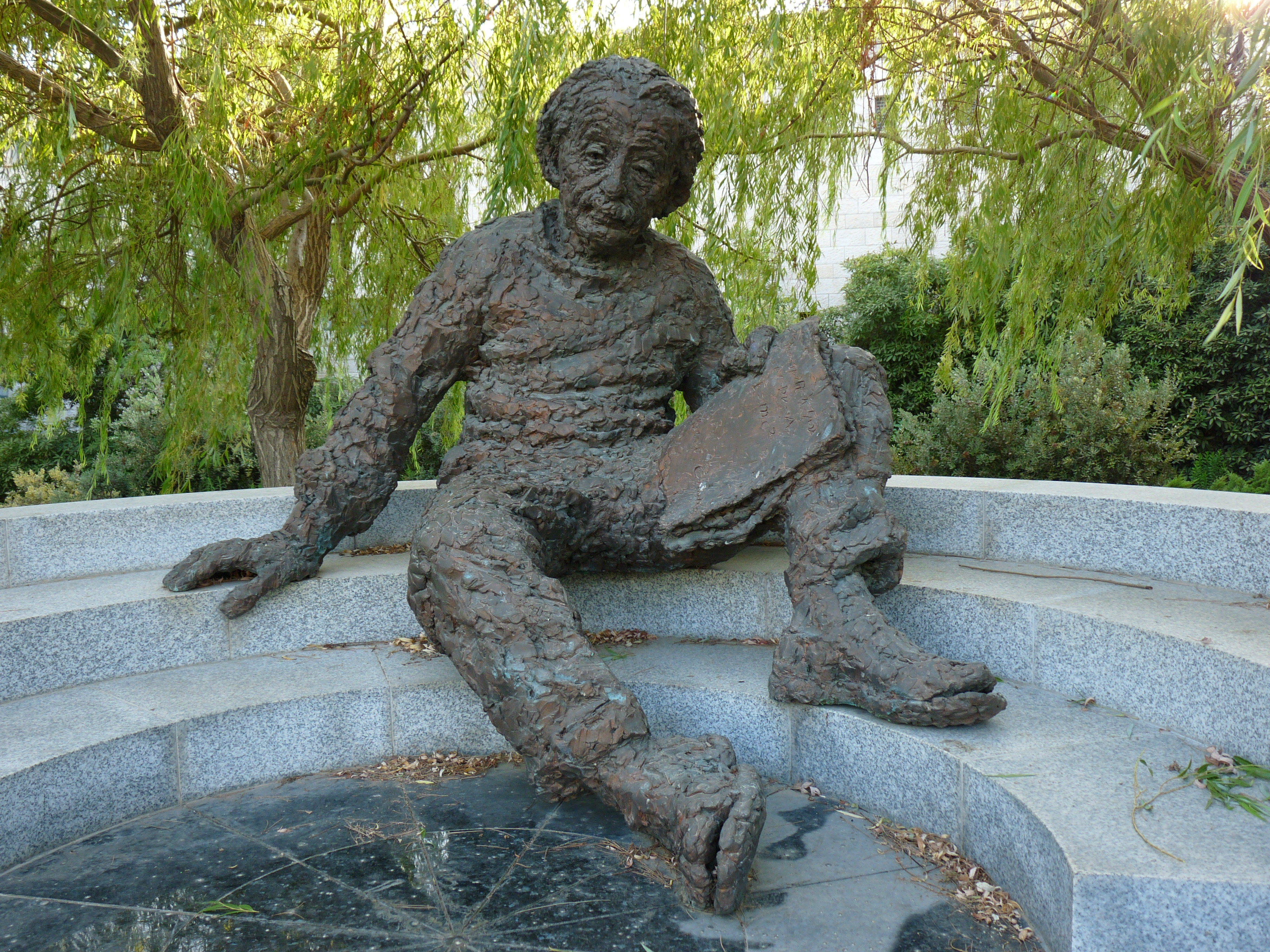
Rzeźba Alberta Einsteina na terenie Izraelskiej Akademii Nauk Ścisłych i Humanistycznych

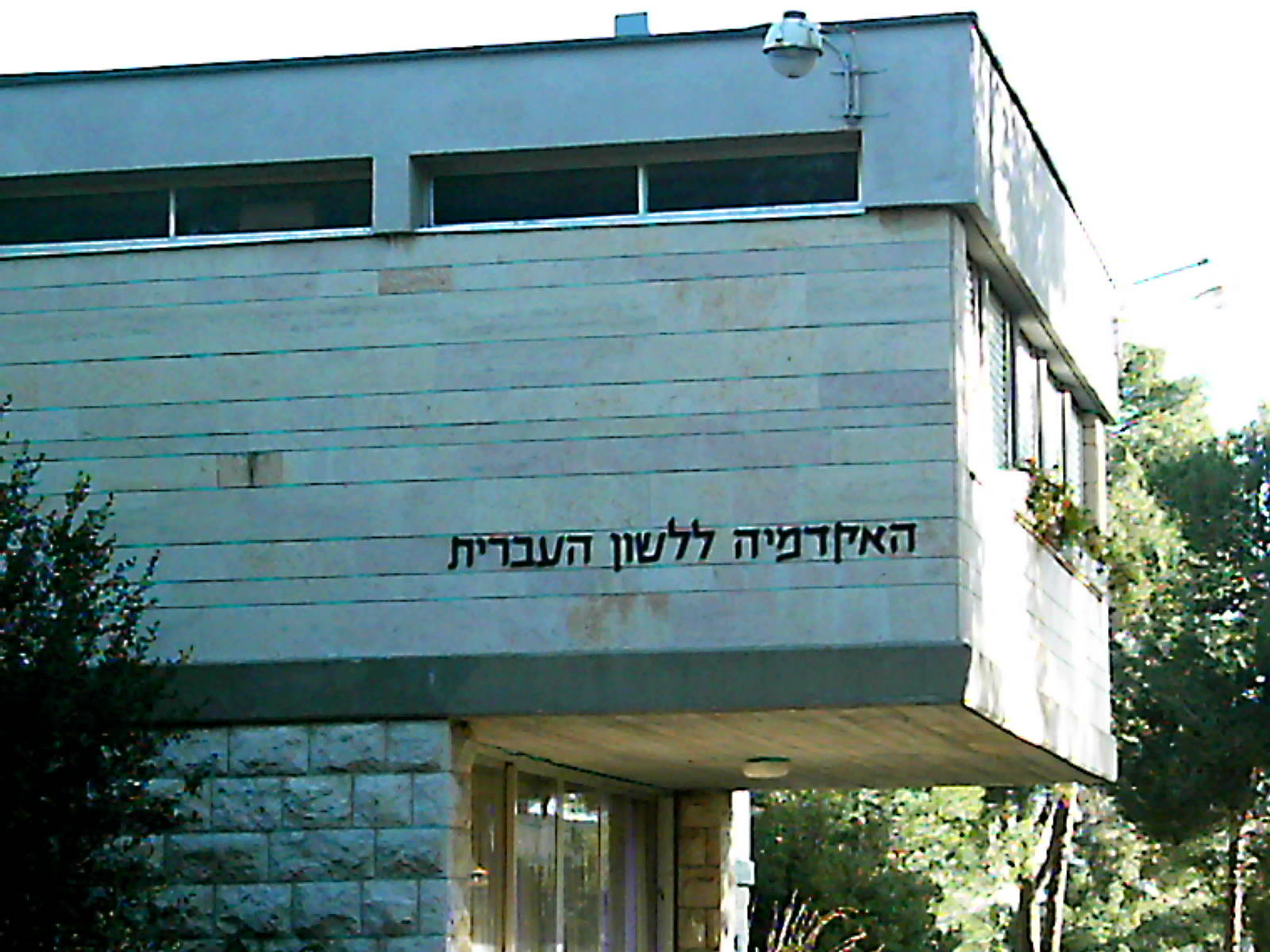
Akademia Języka Hebrajskiego

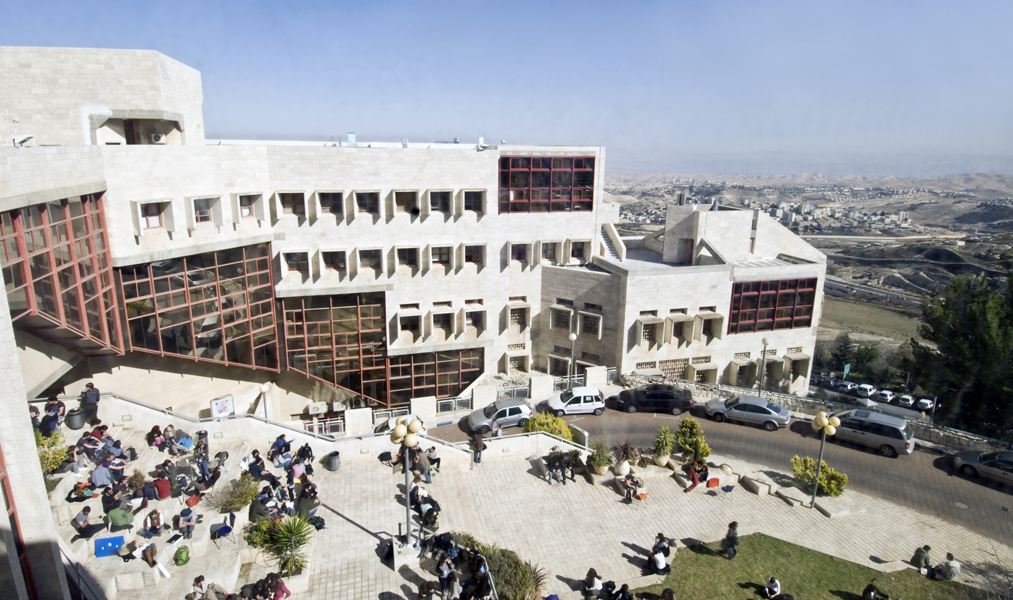
Akademia Sztuk Pięknych i Wzornictwa Besaleela

Jerozolima to miejsce na styku Izraela z Arabią, miejsce, w którym przenikają się kultury Zachodu i Wschodu. Silne arabskie wpływy obecne w części miasta tworzą specyficzną egzotyczną atmosferę. Jerozolima jest znana na świecie przede wszystkim ze względu na swoje religijne znaczenie, jest również siedzibą wielu instytucji kulturalnych. Najważniejszym jest Muzeum Izraela, które jest głównym muzeum prezentującym sztukę w Jerozolimie. Przyciąga ono każdego roku niemal milion gości, z czego jedna trzecia to turyści zagraniczni. Kompleks muzealny zajmuje obszar o powierzchni 20 akrów i obejmuje kilka budynków z ekspozycjami. W Sanktuarium Zwojów prezentowane są dokumenty znad Morza Martwego. Skrzydło młodzieżowe, w którym realizuje się szeroki program edukacyjny, odwiedza każdego roku 100 tys. dzieci. Muzeum posiada także ogród rzeźby.
Innym znanym muzeum jest Muzeum Archeologiczne Rockefellera, pierwsze muzeum archeologiczne na Bliskim Wschodzie, powstałe w 1938. Obecnie znajduje się we Wschodniej Jerozolimie. Dom Ticho, w śródmieściu Jerozolimy, mieści bogatą kolekcję judaików zgromadzoną przez dr. Avrahama Alberta Ticho, który otworzył w 1912 pierwszą poradnię okulistyczną w mieście. Na terenie Starego Miasta znajdują się muzea Ortodoksyjnego Patriarchatu Jerozolimskiego, Patriarchatu Ormiańskiego oraz Muzeum Archeologiczne Franciszkańskiego Studium Biblijnego przy klasztorze Biczowania na Via Dolorosa. Jednym z ważniejszych muzeów miejskich jest Muzeum Cytadeli Dawida, w którym umieszczono makiety miasta i kopie historycznych eksponatów z różnych epok. W pobliżu domu prezydenta znajduje się Instytut Sztuki Islamskiej.
Inną wiodącą placówką kulturalną Jerozolimy jest Instytut Jad Waszem, który przyznaje tytuł „Sprawiedliwy wśród Narodów Świata”. Znajduje się tu narodowy pomnik ofiar Holocaustu oraz największa na świecie biblioteka z informacjami o Holocauście (około 100 000 książek i artykułów). Kompleks Instytutu obejmuje nowoczesne muzeum przedstawiające historię ludobójstwa narodu żydowskiego, prezentujące także eksponaty z historii poszczególnych rodzin i jednostek. Jeden z pomników upamiętnia 1,5 mln żydowskich dzieci, które zginęły z rąk nazistów. Instytut jest placówką muzealną, kulturalną, oświatową i badawczą.

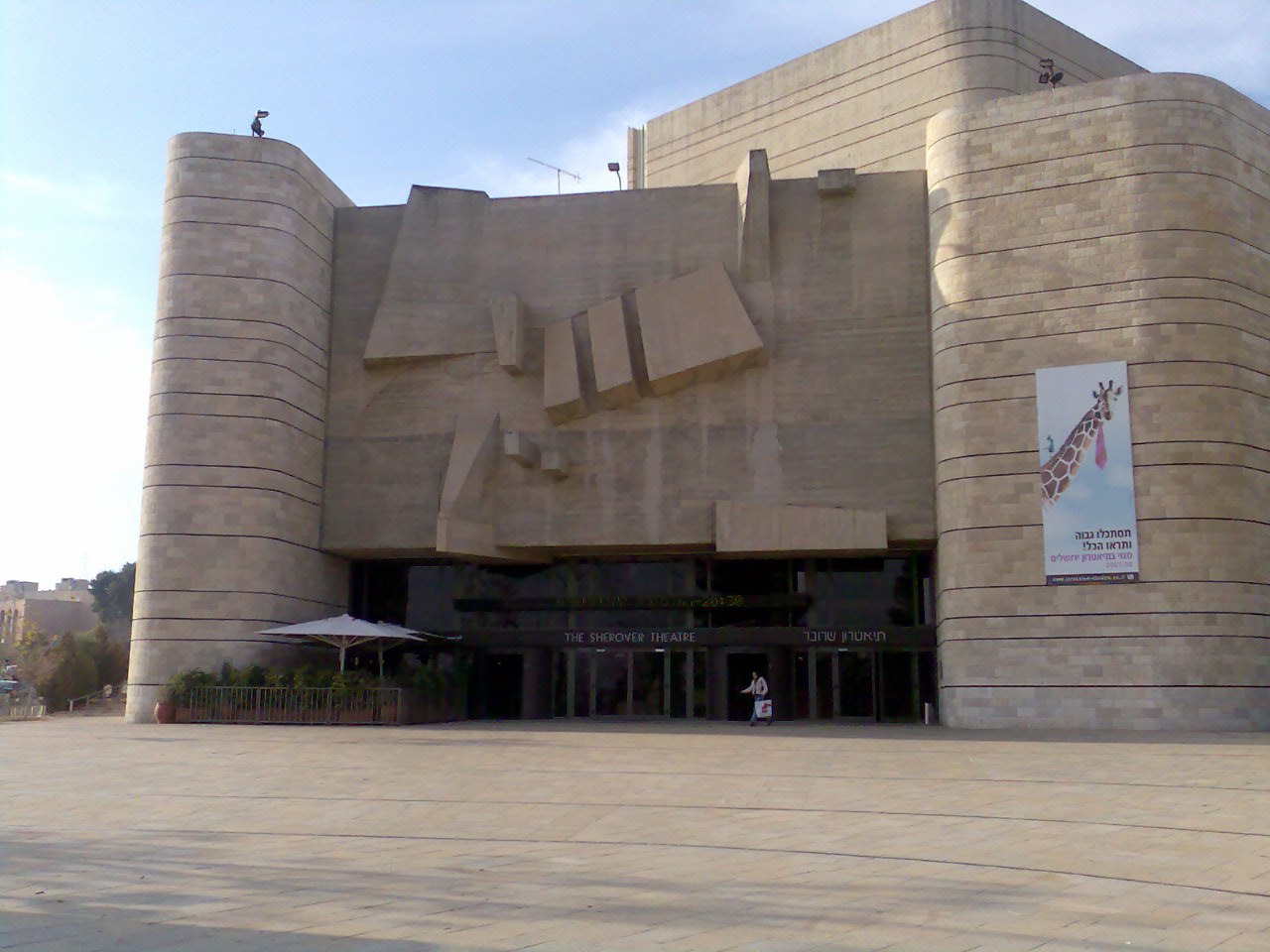
Budynek Teatru Jerozolimskiego

Jedną z czołowych orkiestr grających w mieście jest Orkiestra Symfoniczna Jerozolimy, która funkcjonuje od lat 40. XX wieku. Występowała ona w wielu miastach całego świata, wliczając w to Wiedeń, Frankfurt i Nowy Jork. Najbliższe otoczenie Starego Miasta jest centrum kulturalnym Jerozolimy, w którym znajdują się Teatr Chana oraz Kino Jerozolimy. Innymi ważnymi obiektami są Międzynarodowe Centrum Kongresowe (Binyanei HaUma), Centrum Gerard Behar w śródmieściu, Centrum Muzyczne Jerozolimy w Yemin Moshe oraz Targ Music Center w En Kerem. Palestyński Teatr Narodowy, założony w 1984, działa we Wschodniej Jerozolimie i przedstawia sztukę arabską.

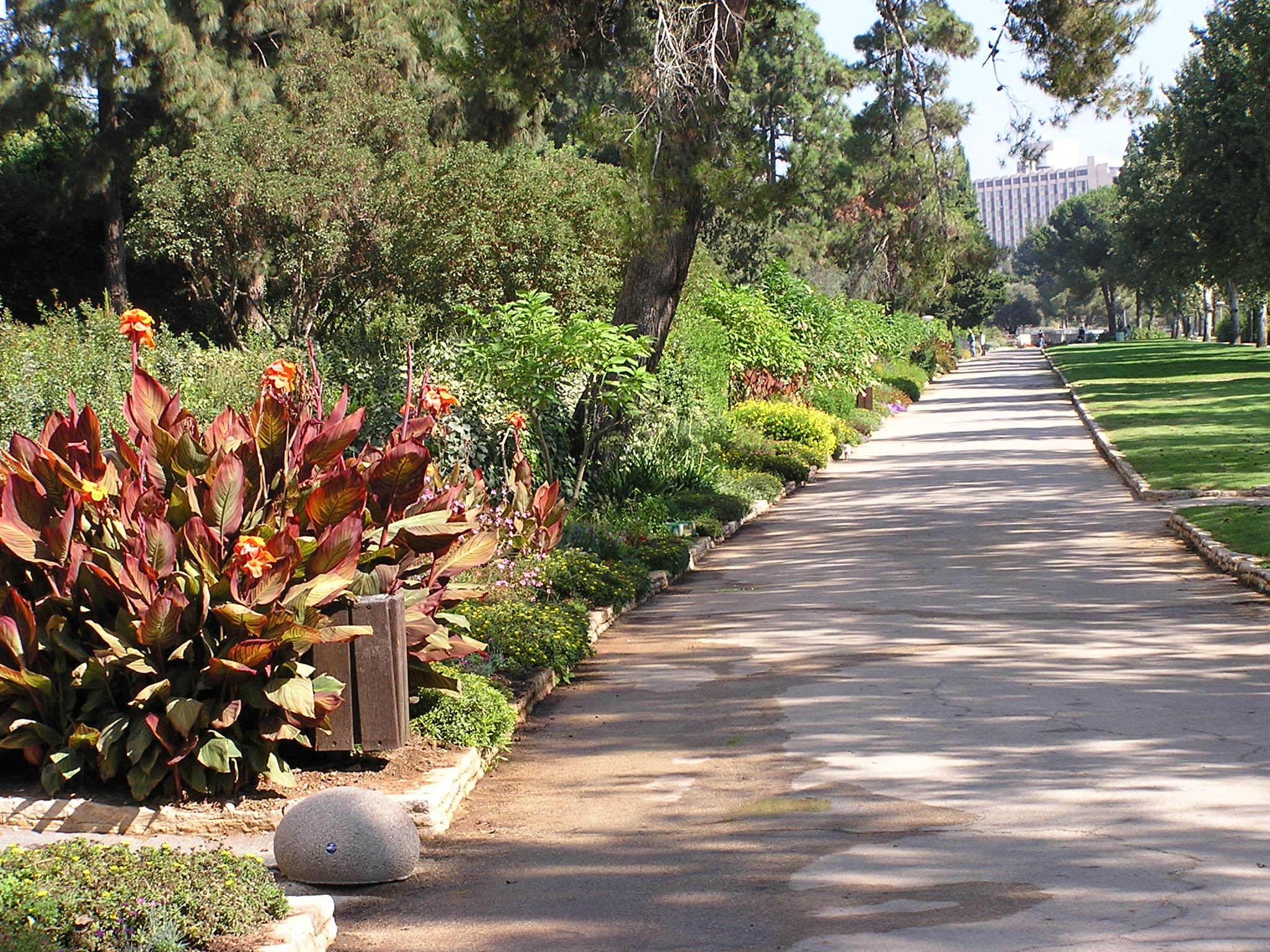
Ogrody botaniczne w Jerozolimie

Przy Uniwersytecie Hebrajskim założono Jerozolimskie Ogrody Botaniczne. Na terenie kampusu znajduje się także Biblioteka Narodowa oraz budynek archiwów Alberta Einsteina.
Z innych obiektów na szczególną uwagę zasługuje biblijne zoo, w którym zgromadzono zwierzęta wspominane w Biblii. Zoo znajduje się w południowej części miasta i jest finansowane przez rodzinę Tisch.

### Doroczne wydarzenia kulturalne
- Festiwal Poezji (marzec)
- Targi Książki (kwiecień)
- Festiwal Sztuki i Rzemiosł Arabskich (maj)
- Dzień Jerozolimy (maj) – trwa przez trzy dni.
- Festiwal Izraelski (maj-czerwiec) – odbywa się corocznie od 1961. Występują na nim krajowi i międzynarodowi artyści, muzycy i teatry uliczne.
- Festiwal Sztuki i Rzemiosł (lipiec-sierpień)
- Festiwal Teatrów Lalek (sierpień)
- Tydzień Artystów (sierpień)
- Festiwal Muzyki Dawnej (wrzesień-październik)
- Marsz Jerozolimski (październik)
- Maraton (październik)
- Międzynarodowy Festiwal Filmowy
- Festiwal Filmów Żydowskich

## Edukacja

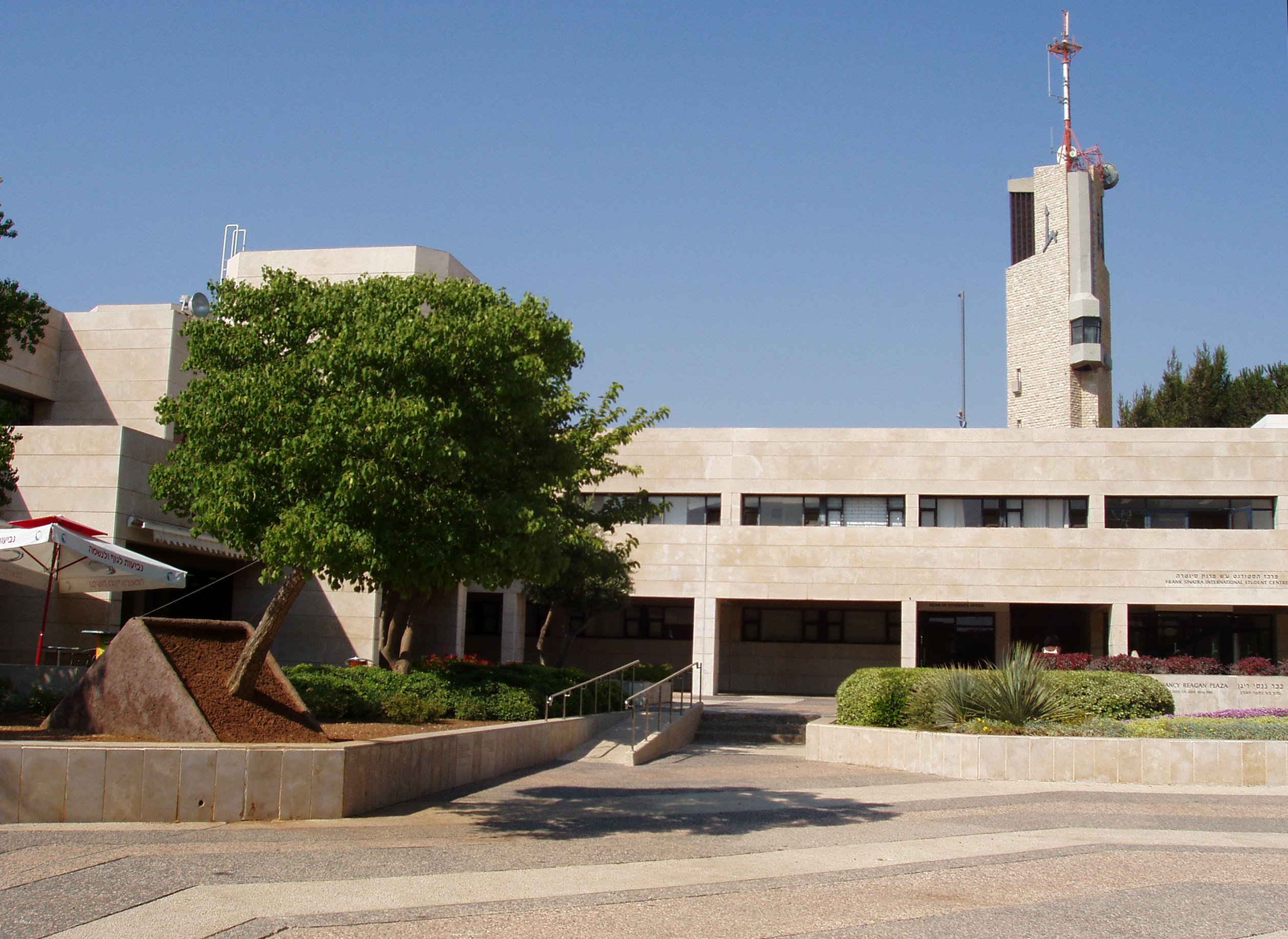
Uniwersytet Hebrajski w Jerozolimie

W Jerozolimie swoją siedzibę ma kilka uczelni, z Uniwersytetem Hebrajskim (założony w 1925) na czele. W zarządzie szkoły zasiadali intelektualiści o żydowskich korzeniach, tacy jak Albert Einstein i Zygmunt Freud. Kilku laureatów Nagrody Nobla jest absolwentami tego uniwersytetu, ostatni z nich to: Awram Herszko, David Gross i Daniel Kahneman. Uniwersytet mieści w swoich murach Bibliotekę Narodową, która zawiera ponad 5 mln książek. Biblioteka jest jednym z największych na świecie strażników książek na temat narodu żydowskiego. Uniwersytet posiada trzy kampusy: na Górze Skopus, w osiedlu Giv’at Ram i medyczny kampus przy Szpitalu Hadassah En Kerem.
W 1984 powstał Palestyński Uniwersytet Al-Quds. Jest on przedstawiany jako „jedyny arabski uniwersytet w Jerozolimie”. Uniwersytet znajduje się w południowo-wschodniej części miasta i zajmuje powierzchnię 47 akrów.
Innymi wyższymi uczelniami w Jerozolimie są Jerusalem Academy of Music and Dance i Bezalel Academy of Art and Design. Jerusalem College of Technology, założony w 1969, naucza inżynierii oraz najnowszych nauk programistycznych i informatycznych. Dodatkowo w mieście znajduje się wiele innych szkół religijnych oraz świeckich.

## Religia

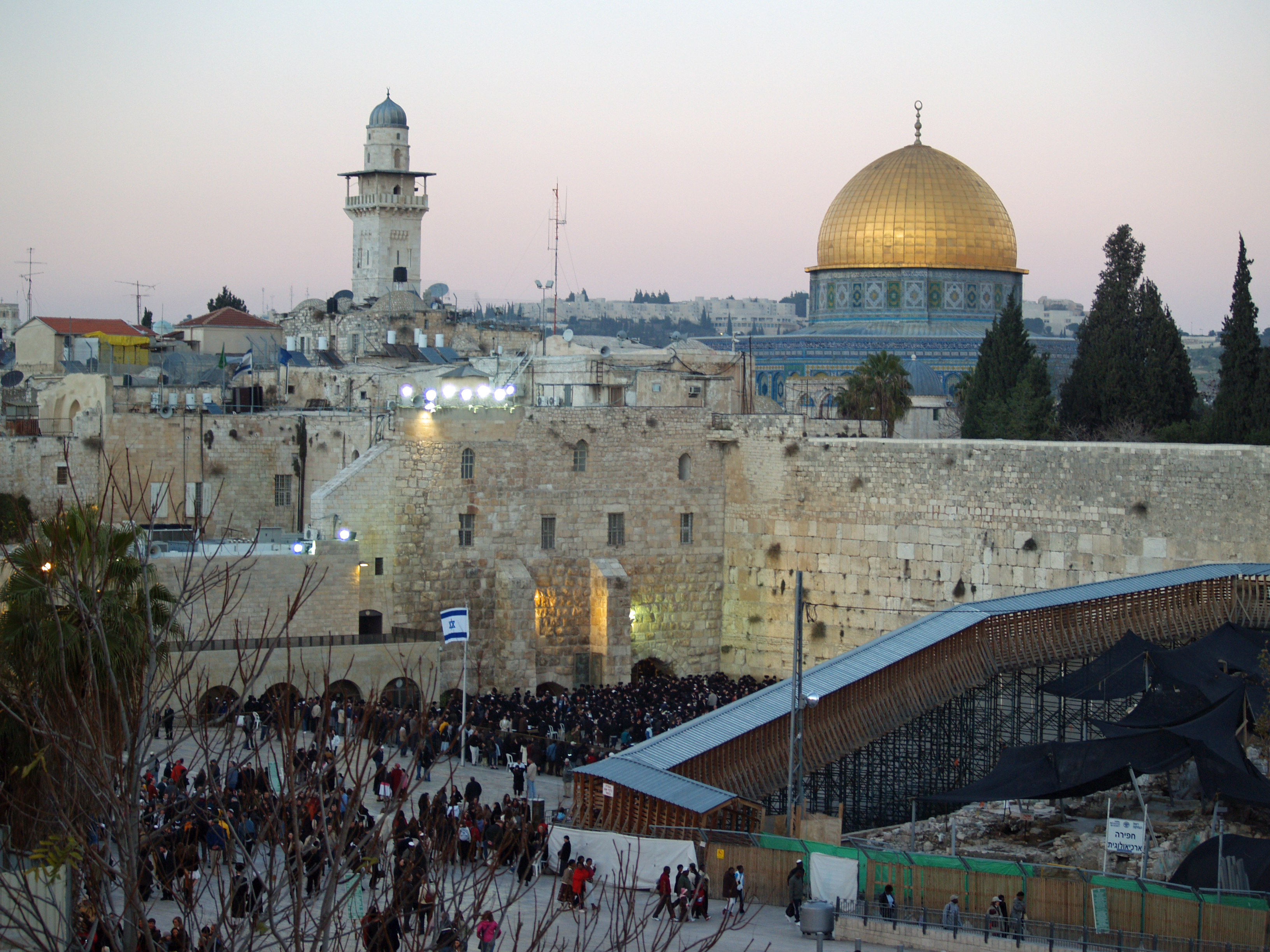
Wzgórze Świątynne i Ściana Płaczu

Jerozolima odgrywa ważną rolę dla trzech wielkich religii monoteistycznych: judaizmu, chrześcijaństwa i islamu oraz kilku mniejszych grup religijnych. Rocznik statystyczny z 2000 wymienia w mieście: 1204 synagogi, 158 kościołów i 73 meczety. Co jakiś czas dochodzi do różnych tarć i kontrowersji, zwłaszcza wokół Wzgórza Świątynnego.
Jerozolima była świętym miastem Żydów od X wieku p.n.e. To tutaj znajdowała się Świątynia Jerozolimska, o której Biblia wspomina 632 razy. Dzisiaj Zachodni Mur (pozostałości Świątyni) jest świętym miejscem Żydów. Synagogi na całym świecie tradycyjnie skierowane są w kierunku Jerozolimy, również codzienne modlitwy żydowskie odmawiane są w kierunku Jerozolimy. Wielu Żydów zawiesza na ścianach swoich domów obrazki miasta, aby wskazywać kierunek modlitwy. Największymi synagogami Jerozolimy są: Wielka Synagoga chasydów z Bełza oraz Wielka Synagoga.

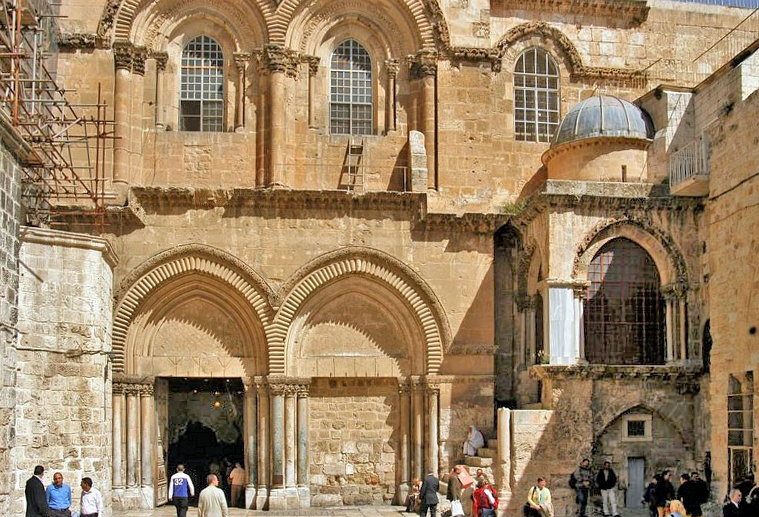
Bazylika Grobu Świętego

Chrześcijaństwo szanuje Jerozolimę nie tylko za wielką rolę, jaką odegrało to miasto w Starym Testamencie, lecz także za jego znaczenie w życiu Jezusa Chrystusa. Zgodnie z biblijnymi opisami, Jezus został zaniesiony do Jerozolimy wkrótce po urodzeniu, a późniejsze jego życie bardzo często przeplatało się ze Świątynią Jerozolimską. Przypuszczalne miejsce ostatniej wieczerzy Jezusa znajdowało się na Górze Syjon, w budynku, w którym mieści się grobowiec króla Dawida.
Innym ważnym miejscem dla chrześcijaństwa jest Golgota, miejsce ukrzyżowania Jezusa. Ewangelia Jana przedstawia to miejsce jako znajdujące się poza miastem, jednak niedawne odkrycia archeologiczne wskazują, że Golgota znajdowała się blisko poza obrębem dawnych murów miejskich, a obecnie w obrębie miasta. Szczególnym miejscem jest bazylika Grobu Świętego, do której chrześcijanie pielgrzymują od dwóch tysięcy lat. Jerozolima szczególną rolę pełni także w proroctwach biblijnych.

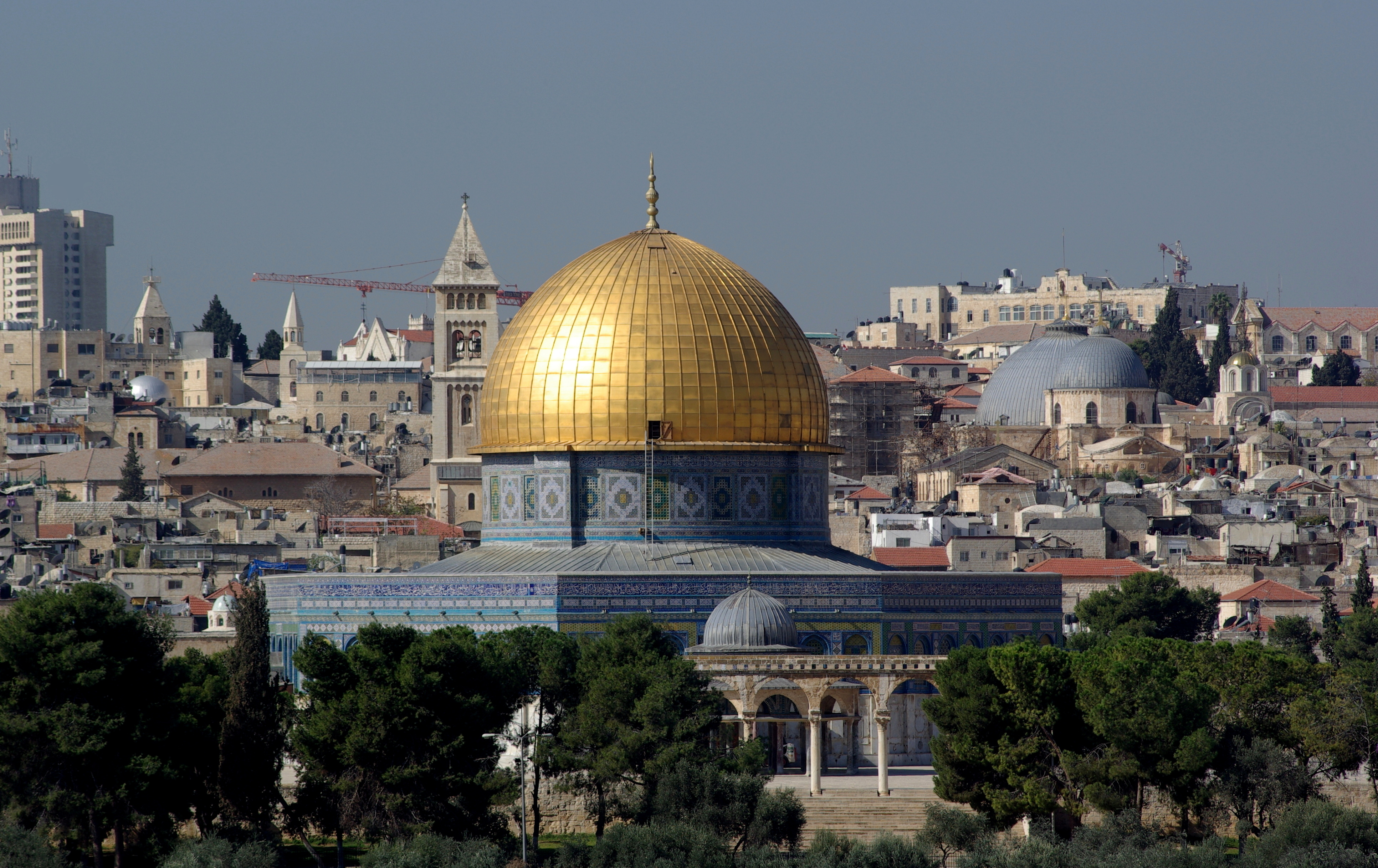
Kopuła na Skale w Jerozolimie

Jerozolima jest uważana za trzecie święte miasto islamu. Muzułmanie wierzą, że Mahomet odbył Miradż – „nocną podróż” na cudownym wierzchowcu Al-Burāq z Mekki do Najdalszego Meczetu znajdującego się w Jerozolimie (Al-Masğid al-Aqsà). W Jerozolimie Mahomet miał dostąpić wniebowstąpienia w towarzystwie archanioła Dżibrila ze skały, na której dziś znajduje się Kopuła na Skale. Obecnie te dwie budowle wznoszące się na Wzgórzu Świątynnym są szczególnie ważnymi miejscami dla wszystkich muzułmanów na całym świecie.

## Gospodarka
Historycznie, gospodarka Jerozolimy opierała się prawie wyłącznie na obsłudze turystycznego ruchu religijnych pielgrzymów, którzy przybywali do świętych miejsc chrześcijaństwa, judaizmu i islamu w mieście. Te święte miejsca są najczęściej odwiedzanymi przez zagranicznych turystów punktami w mieście, większość odwiedza Stare Miasto i Zachodni Mur. Jednak w ostatnim półwieczu stało się jasne, że przyszłość Jerozolimy nie może opierać się wyłącznie na religii.
Zgodnie z danymi Izraelskiego Centrum Danych Statystycznych w 2006 średni dochód na pracującego w Jerozolimie wyniósł 5940 NIS. Są to dochody niższe, niż w pozostałych miastach Izraela. Wynika to ze specyfiki ludności arabskiej i grup żydowskich ortodoksów. Roczniki statystyczne wskazują także postępujący rozwój gospodarczy miasta od 1967, jednak Wschodnia Jerozolima przez cały czas pozostaje zacofana względem Zachodniej Jerozolimy. Pomimo to procent zatrudnienia w rodzinach arabskich (76,1%) jest wyższy niż w rodzinach żydowskich (66,8%). Podczas brytyjskiego pełnomocnictwa w Palestynie prawo zezwalało wznosić nowe budynki z zachowaniem szczególnego historycznego charakteru miasta. Te przepisy budowlane obowiązują do dziś. Jest to decydujący czynnik, który odpycha ciężki przemysł od Jerozolimy. Jedynie około 2,2% ziemi miasta jest przeznaczone pod przemysł i infrastrukturę. W związku z tym, jedynie 8,5% populacji miasta jest zatrudnione w sektorze przemysłu (średnia kraju wynosi 15,8%). Większość populacji znajduje zatrudnienie w edukacji (17,9% – średnia kraju 12,7%), służbie zdrowia (12,6% – średnia kraju 10,7%), administracji publicznej (8,2% – średnia kraju 4,7%), pomocy społecznej (6,4% – średnia kraju 4,7%) i turystyce (6,1% – średnia kraju 4,7%).
W ostatnich latach coraz więcej przedsiębiorstw high-tech przeprowadza się do Jerozolimy, dostarczając w 2006 12 tys. miejsc pracy. W północnej części miasta utworzono strefę przemysłową Har Hocwim, w której swoje siedziby wybudowały między innymi Intel, Teva Pharmaceutical Industries i Telecom ECI.

## Transport

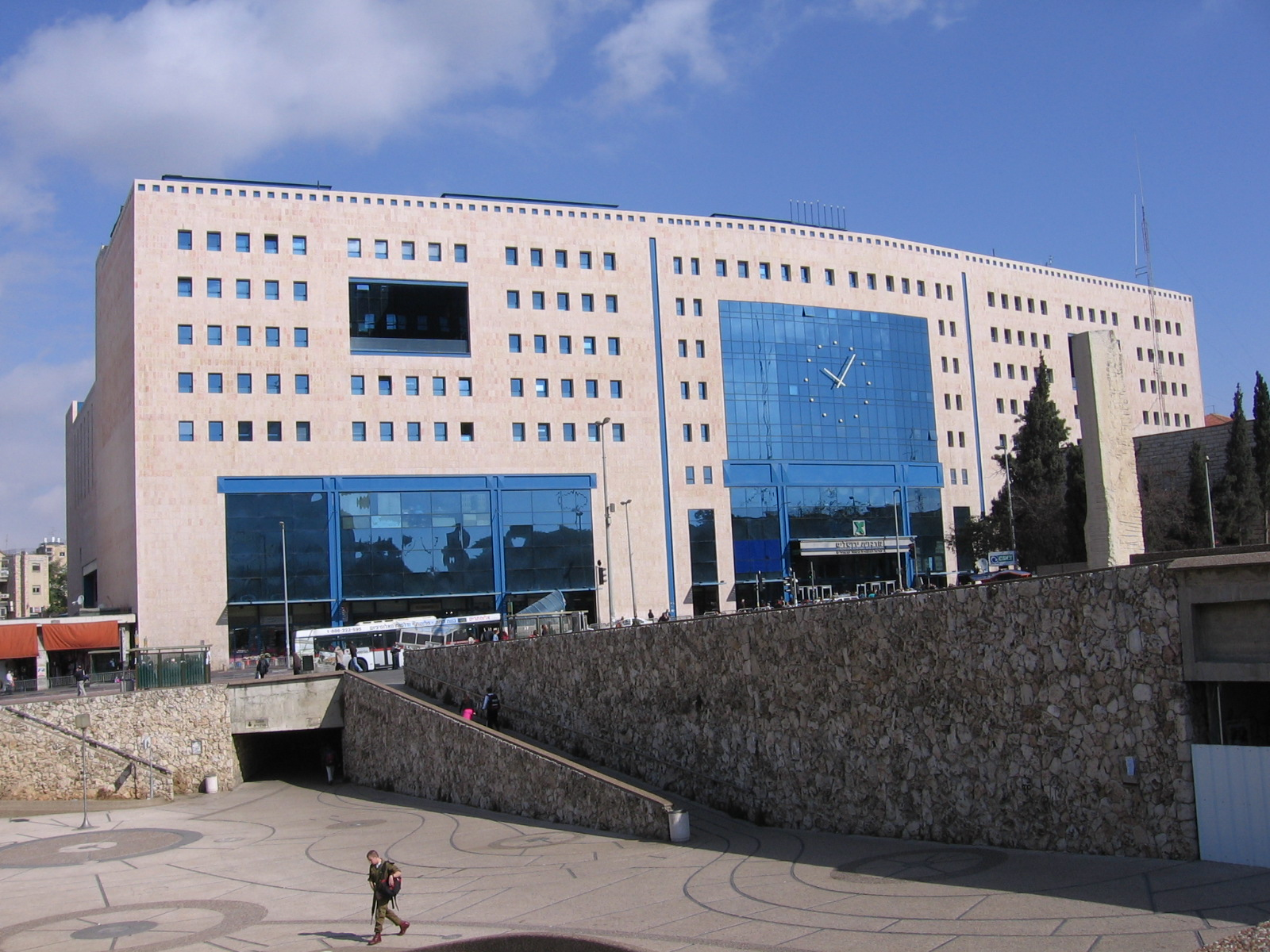
Centralny dworzec autobusowy w Jerozolimie

Przez centrum miasta przebiega główna droga Talpijjot-Atarot, która mniej więcej dzieli Jerozolimę na część wschodnią i zachodnią. Druga główna droga to Herzl Boulevard, która zaczyna się na północnych przedmieściach i biegnie na południe przez Górę Herzla i pomnik Muzeum Jad Waszem. Inne ważne trakty komunikacyjne łączą poszczególne dzielnice z głównymi drogami i autostradą. Planowana jest budowa nowej obwodnicy, która połączyłaby północne i zachodnie dzielnice miasta. Centralny dworzec autobusowy jest równocześnie dworcem międzynarodowym. Blisko 100 linii autobusowych rozchodzi się stąd po całym mieście, dzielnicach podmiejskich i Izraelu. Arabskie autobusy utrzymują komunikację z terenami Autonomii Palestyńskiej.
Izraelskie koleje Rakewet Jisra’el utrzymują połączenia z dwiema stacjami kolejowymi w Jerozolimie: Jerozolima Malha (obok centrum handlowego Kanyon Malha) i Jerozolima Biblijne Zoo. Po siedmiu latach prac budowlanych linia została uruchomiona 9 kwietnia 2005. Planuje się uruchomienie w 2016 linii szybkiej kolei łączącej Jerozolimę z Tel Awiwem.
Najbliższym lotniskiem jest port lotniczy Atarot, który był używany do krajowych połączeń lotniczych. Jednak od wybuchu palestyńskiego powstania Intifady w 2001 port lotniczy jest zamknięty ze względów bezpieczeństwa. Cały ruch lotniczy został przeniesiony na międzynarodowy port lotniczy im. Dawida Ben Guriona. Jerozolima jest połączona z portem lotniczym drogą ekspresową nr 1 , która biegnie do nadmorskiej aglomeracji Gusz Dan, położonej wokół Tel Awiwu, a także linią kolejową z nowej stacji kolejowej im. Icchaka Nawona sprzed dworca autobusowego.

## Turystyka
Jerozolima stanowi fascynujące połączenie starego i nowego. Szczególnie wyjątkowa jest Wschodnia Jerozolima, której częścią jest Stare Miasto znajdujące się na Liście światowego dziedzictwa UNESCO. Licznie przybywają tutaj pielgrzymki z całego świata.
Stare Miasto jest otoczone murami obronnymi, które mają długość 4,5 km i są wzmocnione 35 basztami oraz cytadelą. Obecnie otwartych jest siedem bram miejskich. W Dzielnicy Chrześcijańskiej znajduje się około 40 świętych miejsc chrześcijaństwa, z których najważniejszym jest bazylika Grobu Świętego. Bazylika jest sercem dzielnicy. Wokół niej wybudowano inne kościoły i klasztory. Dzielnica Muzułmańska stanowi gęsto zaludniony labirynt uliczek, na których znajdują się setki hałaśliwych straganów, typowych dla arabskiego Bliskiego Wschodu. Przez środek dzielnicy przebiega droga krzyżowa Via Dolorosa, droga którą szedł Jezus niosąc krzyż na Golgotę w dniu swojej śmierci. Najważniejszą częścią tej dzielnicy dla muzułmanów jest Wzgórze Świątynne z Kopułą na Skale i meczetem Al-Aksa. Dzielnica Żydowska jest najbardziej zadbaną i najspokojniejszą dzielnicą Starego Miasta, w której znajdują się liczne synagogi oraz Ściana Płaczu. Natomiast Dzielnica Ormiańska jest dzielnicą kościołów i klasztorów odizolowanych od całego świata.
Każdego roku do miasta przyjeżdża ponad milion turystów. Do obsługi tak dużego ruchu turystycznego w Jerozolimie powstała cała sieć hoteli, restauracji itp., z których znaczna część znajduje się w Zachodniej Jerozolimie.

## Sport
Najbardziej popularnymi sportami w Jerozolimie są piłka nożna i koszykówka. W Jerozolimie jest jeden z najpopularniejszych klubów Izraela, Beitar Jerozolima. Wśród kibiców drużyny znajduje się kilku byłych i obecnych wpływowych polityków, którzy często są obecni na meczach. Drugą drużyną piłkarską jest Hapoel Jerozolima. Prowadzą one rozgrywki na stadionie Teddy Kollek. Jerozolimską koszykówkę reprezentuje klub Hapoel Jerusalem BC.
W Jerozolimie jest także Centrum Tenisowe z kortami na otwartym powietrzu.

## Osoby związane z miastem

### Historyczne
- Jezus Chrystus
- Melchizedek – kapłan Boga Najwyższego, król Szalemu (Salemu, obecnej Jerozolimy).
- Salomon – postać biblijna, król Izraela, syn i następca króla Dawida.
- Józef Flawiusz – żydowski historyk pochodzący z rodu kapłańskiego, urodzony w Jerozolimie.
- Cyryl Jerozolimski – biskup, doktor Kościoła, urodzony w Jerozolimie.
- Izaak Luria – żydowski uczony i mistyk, urodzony w Jerozolimie. Jest uważany za twórcę nowożytnej Kabały.
- Papież Teodor I – był Grekiem z Jerozolimy, synem biskupa Teodora.
- Duńska królowa Bodil, żona Eryka I, która zmarła na Górze Oliwnej w Jerozolimie w 1103 podczas pielgrzymki do Ziemi Świętej, i została tutaj pochowana[82].
- Wilhelm z Tyru – średniowieczny kronikarz urodzony w Jerozolimie, autor dzieła, w którym opisywał dzieje I krucjaty oraz Królestwa Jerozolimskiego.
- Al-Hadżdż Muhammad Amin al-Husajni – wielki mufti Jerozolimy, arabski działacz i publicysta nacjonalistyczny i antyżydowski, emigrant polityczny.

### Współczesne
- Mili Awital – izraelsko-amerykańska aktorka, urodzona w Jerozolimie.
- Awraham Burg – izraelski polityk, urodzony w Jerozolimie.
- Eliahu Inbal – wybitny dyrygent orkiestrowy, urodzony w Jerozolimie.
- Natalie Portman (właściwie Natalie Hershlag) – amerykańska aktorka, urodzona w Jerozolimie.
- Amos Oz – izraelski pisarz, eseista i publicysta piszący w języku hebrajskim, urodzony w Jerozolimie.
- Dawid Grossman – izraelski pisarz, autor przede wszystkim książek dla dzieci, urodzony w Jerozolimie.
- Icchak Rabin – premier i polityk izraelski, były generał, laureat pokojowej Nagrody Nobla z 1994, urodzony w Jerozolimie.
- Edward Said – lewicowy intelektualista, profesor amerykański pochodzenia palestyńskiego, wykładowca na Uniwersytecie Columbia, urodzony w Jerozolimie.
- Dalja Icik – izraelska polityk, członkini Knesetu z listy partii Kadima i minister komunikacji w rządzie Ehuda Olmerta, w 2006 wybrana jako pierwsza kobieta na przewodniczącego (speakera) parlamentu, urodzona w Jerozolimie.
- Icchak Nawon – piąty prezydent państwa Izraela, urodzony w Jerozolimie.

## Miasta partnerskie
- Fez, Maroko
- Marsylia, Francja
- Nowy Jork, Stany Zjednoczone
- Praga, Czechy
- Oświęcim, Polska